# Vídeň
Vídeň (německy  Wien, rakousko-bavorsky Wean) je hlavní a největší město a jedna z devíti spolkových zemí Rakouska. Vídeň je nejlidnatějším městem Rakouska, žijí v ní přibližně dva miliony obyvatel (v rámci metropolitní oblasti 2,9 milionu, tedy téměř třetina obyvatel země) a je jeho kulturním, hospodářským a politickým centrem. Je pátým největším městem podle počtu obyvatel v Evropské unii a největším ze všech měst na Dunaji.
Díky své roli metropole Rakouského císařství (od roku 1804) se Vídeň stala jedním z hlavních kulturních a politických center Evropy (potažmo světa), což symbolizovalo např. konání Vídeňského kongresu. Ještě kolem roku 1910, kdy byla Vídeň dosud hlavním sídlem habsburské monarchie, zde žily více než dva miliony obyvatel – byla tak největším německy mluvícím městem na světě, než ji během 20. století předstihl Berlín a na nějakou dobu také Hamburk (nyní je Vídeň opět druhá po Berlínu). Ve Vídni sídlí řada vrcholných mezinárodních organizací včetně OSN (některé úřady), OPEC a OBSE. 
Město se nachází v severovýchodní části Rakouska, obklopeno spolkovou zemí Dolní Rakousy, a leží v relativní blízkosti hranic Česka, Slovenska a Maďarska.V roce 2001 bylo centrum Vídně zapsáno na seznam světového dědictví UNESCO. V červenci 2017 bylo přesunuto na seznam světového dědictví v ohrožení. Již několik let se pohybuje na předních místech mnoha mezinárodních žebříčků kvality života v metropolích. Je například na prvním místě Mercerova indexu životních nákladů a kvality života pro 221 měst na světě.
Kromě toho je Vídeň známá jako „město hudby“ díky své mimořádně bohaté hudební tradici a odkazu. Mnoho nejslavnějších hudebníků zejména doby klasicismu a romantismu, jako byli Beethoven a Mozart, považovalo Vídeň za svůj domov. Patřila ke klíčovým evropským hudebním centrům od éry vídeňského klasicismu až do počátku 20. století; celosvětovou proslulost získal vídeňský valčík, vídeňská opereta, ale např. i atonální vídeňská škola Arnolda Schönberga.
O Vídni se také říká, že je „městem snů“, protože zde žil zakladatel psychoanalýzy Sigmund Freud. Kořeny Vídně sahají až k raně keltskému a římskému osídlení, které se proměnilo ve středověké a barokní město. Historické centrum Vídně je bohaté na architektonické soubory, včetně barokních paláců a zahrad a Ringstraße z konce 19. století, kterou lemují velkolepé budovy, památníky a parky.

## Etymologie
Etymologie názvu města je stále předmětem odborných sporů. Někteří tvrdí, že název pochází z vedunia, což znamená „lesní potok“, z čehož následně vzniklo starohornoněmecké uuenia (v moderním písemnictví wenia), novohornoněmecké wien a jeho nářeční varianta wean.
Jiní se domnívají, že jméno pochází z římského názvu osady keltského původu Vindobona, který pravděpodobně znamená „krásná vesnice, bílá osada“ z keltských kořenů vindo-, což znamená „jasný“ nebo „krásný“ (jako irské fionn a velšské gwyn), a -bona „vesnice, osada“.  Keltské slovo vindos může odrážet rozšířený prehistorický kult Vindose, keltského božstva, které přežívá v irské mytologii jako bojovník a věštec Fionn mac Cumhaill. Varianta tohoto keltského jména se mohla zachovat v českém, slovenském, polském a ukrajinském názvu města (Vídeň, Viedeň, Wiedeń, resp. Відень) a v názvu městské části Wieden.
Jiná teorie předpokládá, že název pochází od Wendů (německy: Wenden, Winden; dánsky: vendere; švédsky: vender; polsky: Wendowie; česky: endové; staroangl: Winedas; staroseversky: Vindr), což je historický název pro Slovany žijící v blízkosti germánských sídelních oblastí.
Název města v maďarštině (Bécs), srbochorvatštině (Beč, Беч) a osmanské turečtině (turecky: Beç) má jiný, pravděpodobně slovanský původ a původně se vztahoval k avarskému hradišti v této oblasti. Slovinci město nazývají Dunaj, což v ostatních středoevropských slovanských jazycích je řeka Dunaj, na níž město stojí.

## Poloha a geografie
Vídeň leží v rámci Rakouska dosti excentricky, při jeho severovýchodním okraji. Zatímco od nejvzdálenější části rakouského území (Vorarlbersko) je vzdušnou čarou přes 500 km daleko, je její centrum vzdáleno pouze kolem 55 km od hranice s Českem a Maďarskem a jen 40 km od hranice se Slovenskem. Příčinou je historický územní vývoj Rakouska, jehož jádro zůstávalo v Dolních Rakousích, ale z někdejších držav se udržely prakticky jen ty alpské, jihozápadně od Vídně.
Sama Vídeň se nachází na východním úbočí Vídeňského lesa, pod místem, kde Dunaj protéká Korneuburskou bránou a vstupuje do Vídeňské pánve. Je tedy na Dunaji položena podobným způsobem jako Bratislava nebo Budapešť. Jádro Vídně leží na ostrohu nad ústím říčky Vídeňky (Wien) do ramene Dunaje zvaného dnes Donaukanal (Dunajský kanál).

## Historie
Vídeňská pánev je díky své výhodné poloze a příznivému klimatu nepřetržitě osídlena už od mladší doby kamenné. Jméno dostalo místo po keltské osadě Vedunia, což v překladu znamená lesní potok.
Kolem přelomu letopočtu bylo území dobyto Římany, kteří na místě dnešního centra města vybudovali vojenský tábor s přilehlým městem. Neslo jméno Vindobona a jeho úkolem byla obrana severní hranice říše před germánskými kmeny. Roku 180 při tažení proti Markomanům zde zemřel císař Marcus Aurelius. Římané opustili město v 5. století, ale osídlení v místě nikdy zcela nezaniklo a ve středověku bylo na římských základech obnoveno opět do podoby města.
Roku 1155 učinil markrabě Jindřich II. Jasomirgott Vídeň hlavním městem Rakous, na základě Privilegia minus (1156) povýšených na vévodství. Při návratu z křížové výpravy byl na území města zajat anglický král Richard I. Lví srdce. Výkupné složené za jeho propuštění se stalo stimulem pro další rozvoj města jako významného obchodního střediska v Podunají. Za vlády prvních Habsburků se Vídeň jako jejich sídelní město stala na krátký čas centrem Svaté říše římské. Po nástupu Lucemburků na císařský trůn převzalo tuto roli hlavní město Českého království Praha, aby ji v době husitské revoluce a husitských válek opět až do panování Rudolfa II. ztratilo.

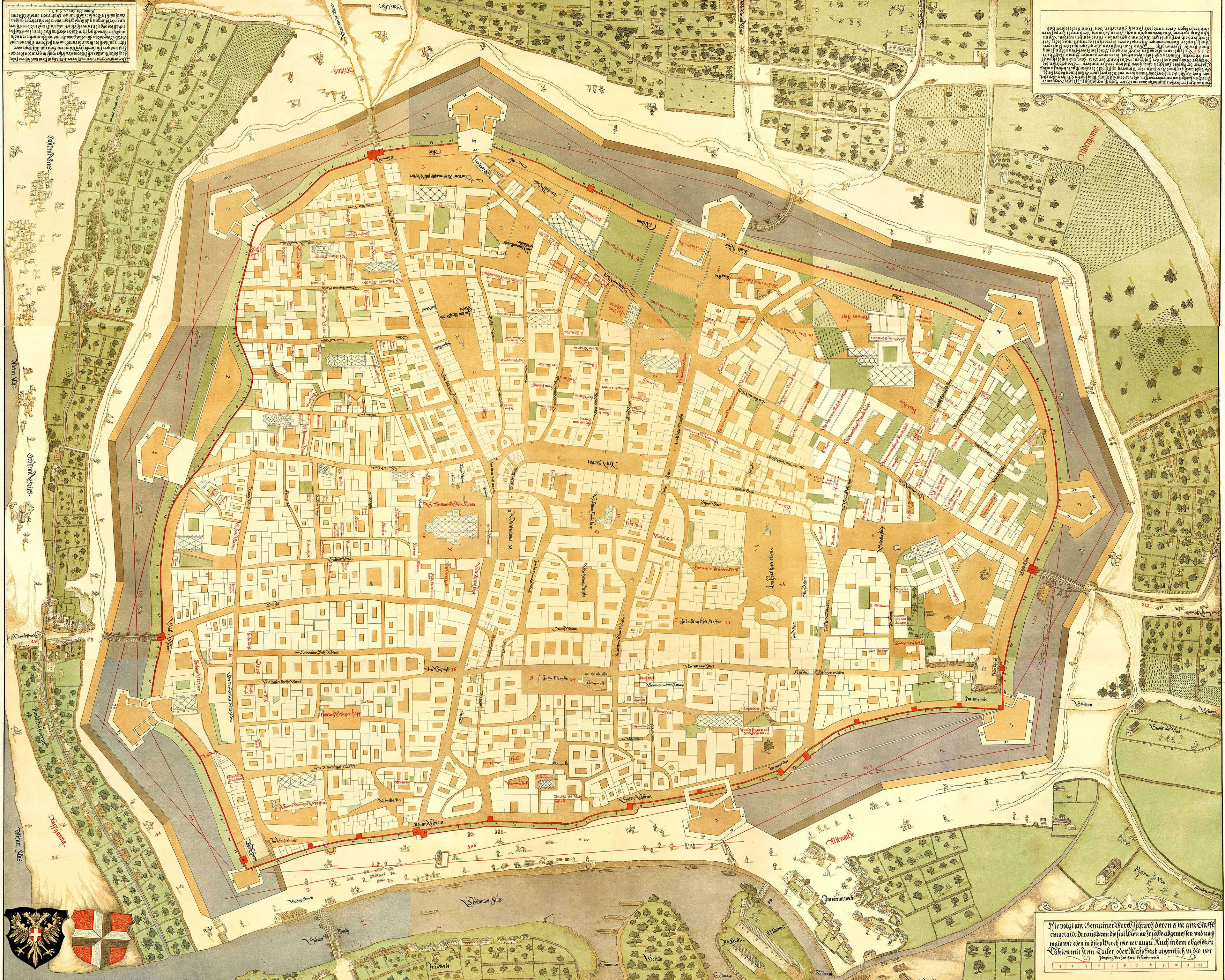
Mapa Vídně z roku 1547 od Bonifáce Wolmueta.

Roku 1365 byla založena Vídeňská univerzita, třetí nejstarší univerzita severně od Alp. V roce 1438 se Vídeň na dlouhou dobu – s přestávkou za Rudolfa II. – opět stala rezidenčním městem císařů. Nedlouho poté byla zřízena Vídeňská arcidiecéze (1469). Ve 20. letech 16. století se Vídeň stala centrem podunajského soustátí, které zahrnovalo rakouské, české a uherské země a s krátkými přestávkami jím zůstala až do roku 1918. Během prvního obléhání a bitvy u Vídně byla odražena osmanská vojska, která do té doby úspěšně postupovala přes celý Balkán na sever. V letech 1679 až 1680 město postihl tzv. Velký vídeňský mor, který si vyžádal přinejmenším desítky tisíc obětí.

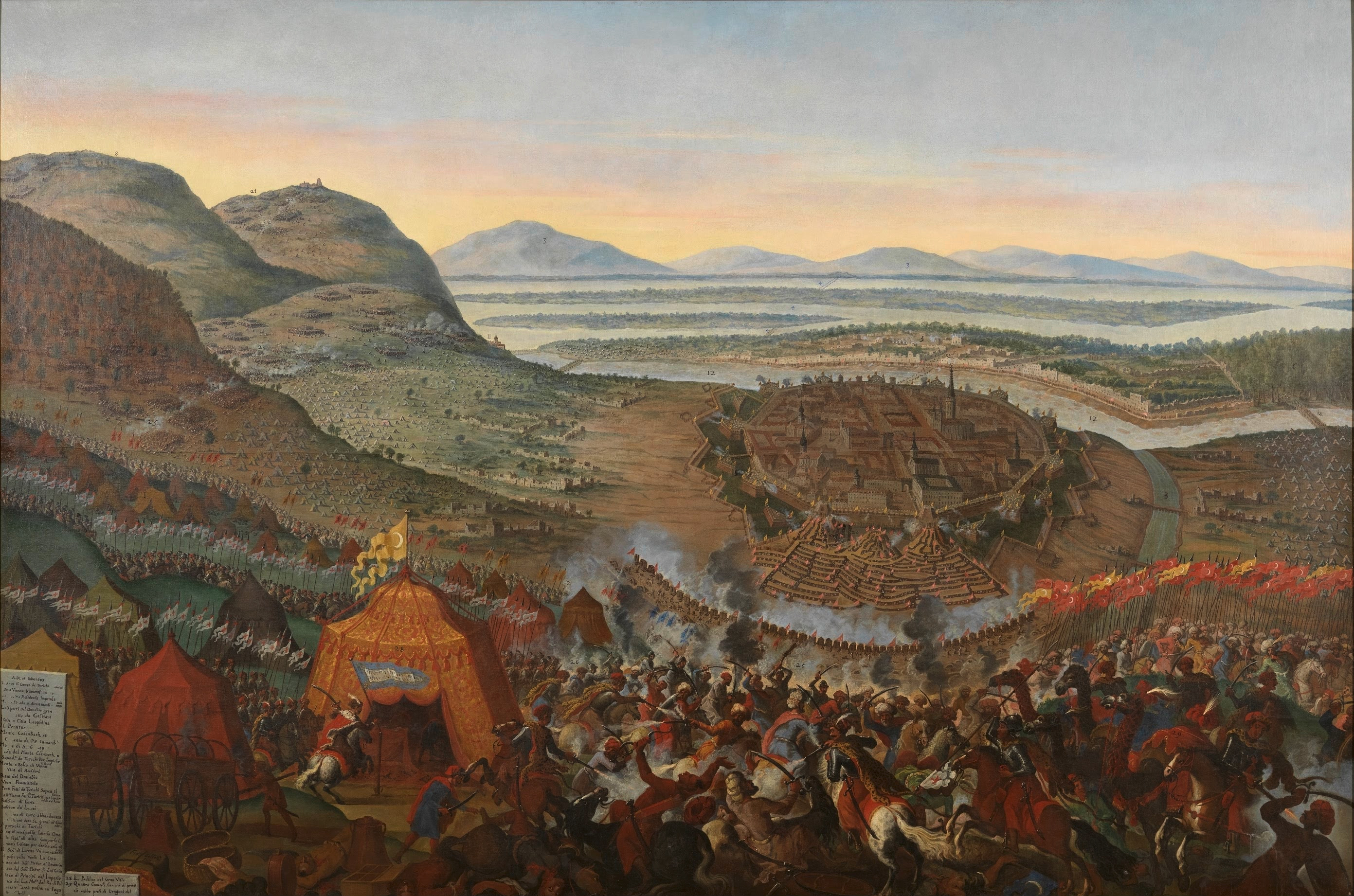
Druhé obléhání Vídně Turky (1683) podle oleje Franze Geffelse

Město bylo až do roku 1804 centrem jedné z evropských velmocí a rezidencí císaře Svaté říše římské a jeho dvora. V tomto roce a definitivně roku 1806 byla role Vídně z vůle císaře Napoleona Bonaparte po jeho vítězstvích v první fázi napoleonských válek omezena na hlavní město nově vytvořeného Rakouského císařství. Roku 1814 byl do Vídně svolán kongres, který řešil nové poválečné uspořádání Evropy po Napoleonově pádu.

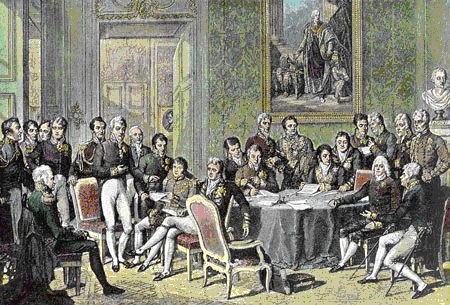
Vídeňský kongres (1815) ustanovil po skončení napoleonských válek novou velmocenskou rovnováhu v Evropě

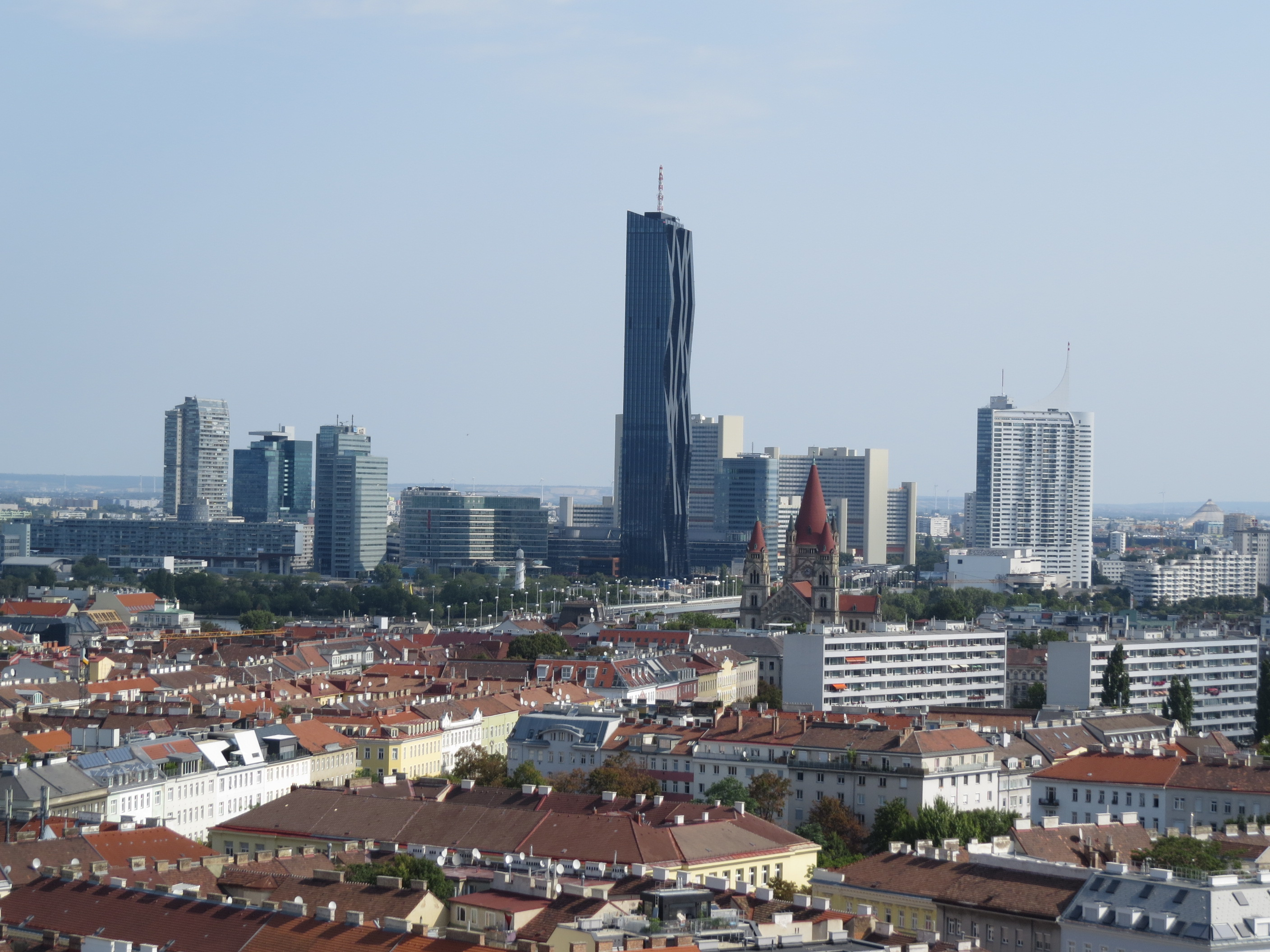
Vídeňské Donau City

Druhá polovina 19. století a počátek 20. století byly poznamenány bouřlivým rozvojem Vídně. Na místě hradeb vznikla rozsáhlá okružní třída lemovaná veřejnými budovami - Ringstraße, byla přestavěna podstatná část města a dřívější předměstí se propojila s vnitřním městem. Kolem roku 1910 přesáhl počet obyvatel dva miliony, takže byla Vídeň čtvrtým největším městem světa. Byla i významným centrem uměleckého života.
Velkou ranou pro město byl zánik Rakousko-Uherska po jeho porážce v první světové válce v roce 1918. Město ztratilo své zázemí v obrovské říši a stalo se předimenzovaným centrem malé první Rakouské republiky. Postihl ho i odchod části českého a slovenského obyvatelstva do nového Československa (roku 1910 zde žilo zhruba čtvrt milionu Čechů a Slováků). Roku 1921 se Vídeň stala samostatnou spolkovou zemí (její obecní rada tak získala i status zemského sněmu). Mezi válkami byla Vídeň baštou socialistického hnutí v Rakousku, při krátké občanské válce roku 1934 stála v centru bojů. Roku 1938 však již její obyvatelé připravili triumfální uvítání Adolfu Hitlerovi. Rakousko bylo až do roku 1945 připojeno k nacistickému Německu a Vídeň ztratila pozici hlavního města samostatného státu. Po skončení druhé světové války bylo město rozděleno na čtyři okupační zóny a vítězné velmoci Sovětský svaz, Spojené státy americké, Spojené království a Francie spravovaly Vídeň po dobu deseti let až do obnovení plné rakouské suverenity v roce 1955.
Od 70. let 20. století až do současnosti zažívá Vídeň prudký rozvoj. Díky rakouské neutralitě se stala sídlem mnoha mezinárodních organizací, jako jsou UNIDO, UNOV, CTBTO, UNODC, Mezinárodní agentura pro atomovou energii (IAEA), Organizace pro bezpečnost a spolupráci v Evropě (OBSE) a v neposlední řadě Organizace zemí vyvážejících ropu (OPEC). Také hospodářské a kulturní aktivity ve městě dopomohly k velké atraktivitě Vídně v mezinárodním srovnání. Možnost svobodného podnikání po roce 1955 brzy pozitivně odlišila stupeň rozvoje hospodářství Vídně a celého Rakouska od sousedících socialistických států a jejich hlavních měst (Praha, Budapešť a další). Ve Vídni se usadily pobočky velkých světových firem zaměřené na obchod s Československou socialistickou republikou, Maďarskou lidovou republikou, Jugoslávií a Rumunskou socialistickou republikou. Po rozpadu Varšavského paktu se podpůrná a zprostředkovatelská role vídeňských bank, obchodních a poradenských firem pro hospodářský rozvoj Střední a Východní Evropy, Ukrajiny a Ruska ještě umocnila.

## Obyvatelstvo

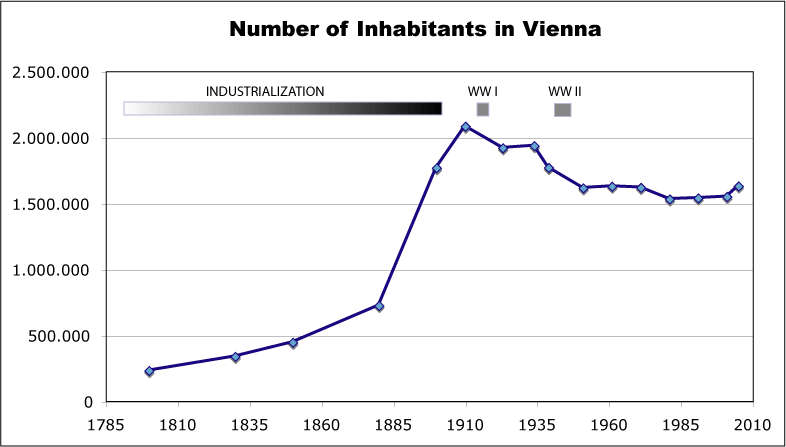
Vývoj počtu obyvatel Vídně v posledních dvou stoletích

Ke dni 1. ledna 2011 měla Vídeň 1 713 957 obyvatel. Avšak těsně před první světovou válkou byla Vídeň s více než dvěma miliony obyvatel čtvrtým největším městem na světě. Druhá polovina 19. a začátek 20. století, kdy byla centrem velké mnohonárodnostní říše, jí vtiskly charakter sídla tvořeného lidmi různého původu, kultur a náboženství. V roce 1900 byla čtvrtina obyvatel tvořena rodáky z území dnešní České republiky (Češi i čeští Němci). Významné přistěhovalecké vlny přišly z Haliče (především Židé a Poláci) a dnešního Chorvatska. Po první světové válce město ztratilo mnoho obyvatel, kteří se vrátili do svých rodných zemí. Jednalo se především o Čechy, Slováky a Maďary.
Počet obyvatel se koncem 30. let zvýšil vytvořením Velké Vídně, vzápětí ale zase poklesl v důsledku odchodu 140 000 a vyvraždění dalších 60 000 vídeňských Židů. Zanikl tím i osobitý charakter II. okresu (Leopoldstadtu), který byl dříve určen právě touto menšinou. Po válce klesl počet obyvatel až na 1,6 milionu. Ve válce padlo mnoho vídeňských vojáků nebo se nevrátili ze zajetí. Město bylo z 20 % zničeno a bylo okupováno spojeneckými vojsky. Počet obyvatel posléze klesl až pod 1,5 milionu obyvatel (1987). Svůj podíl na demografickém propadu měla i změna životního stylu a vystěhovalectví na dolnorakouský venkov. Následný opětovný nárůst počtu obyvatel Vídně nebyl důsledkem zvýšení porodnosti, ale přistěhovalectví. V letech 1987–1994 zde našlo azyl 60 000 uprchlíků, především z bývalé Jugoslávie a Turecka. Mezi lety 1998–2005 se přistěhovalo dalších 85 000 nových obyvatel.
Pestrý původ je dodnes zřetelný ve velkém podílu příjmení slovanského a maďarského původu, která v jiných spolkových zemích Rakouska často ukazují na vídeňský původ nositele. Mnozí obyvatelé Vídně doposud používají vídeňský dialekt, který se ale u mladší generace vytrácí nebo se omezuje na několik základních slov a slovních obratů.

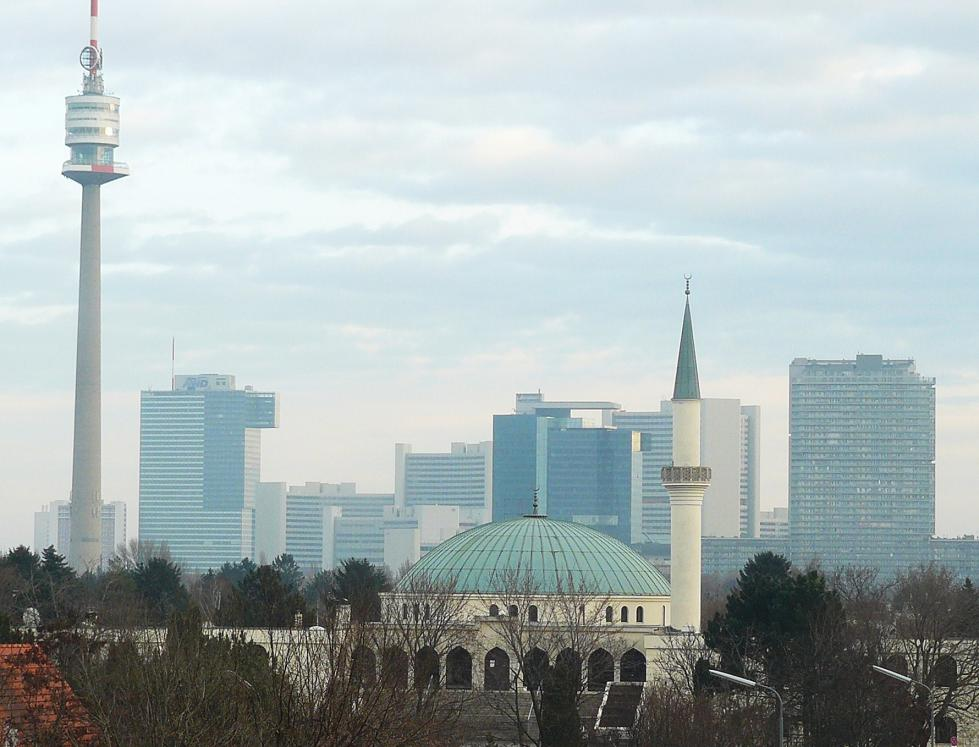
Islámské centrum Vídeň

Podle sčítání z roku 2001 žilo ve Vídni jen 1,55 milionu obyvatel. Z toho se necelá čtvrtina nenarodila v Rakousku a necelá pětina neměla rakouské občanství. Polovinu cizinců tvořili občané států bývalé Jugoslávie (120 000 obyvatel) a Turecka (48 000); dále zde žije 26 000 Němců, 25 000 Poláků, 21 000 Čechů, 12 000 Maďarů a 10 000 Rumunů. Úředně uznaný statut jazykové menšiny mají mluvčí českého, maďarského, slovenského a romského jazyka.
Počátkem roku 2009 žilo ve Vídni již 1,69 milionu obyvatel. Vzhledem k růstu porodnosti i přistěhovalectví se předpokládá, že kolem roku 2030 může Vídeň opět dosáhnout počtu dvou milionů obyvatel.
Roku 2003 se Vídeň společně s Bratislavou zapojila do projektu „Twin City“ v rámci regionu CENTROPE a obě města tak vytváří společný region s téměř třemi miliony obyvatel. Mezi nejvýznamnější činnosti projektu Twin City patří společný rozvoj dopravy, zvláště propojení hromadné dopravy obou hlavních měst, hlubší politická spolupráce a společný marketing obou měst.
Podle průzkumu Rakouské akademie věd se v roce 2011 největší podíl Vídeňanů hlásil k římskokatolickému křesťanství – 41 % (v roce 1961 to bylo ještě 82 %). Město je sídlem katolické arcidiecéze. Bez vyznání je téměř třetina obyvatel. Muslimové mají ve městě podíl 12 %, pravoslavní křesťané 9 % a evangelíci 4 %. Dříve významná židovská obec má nyní jen několik tisíc členů (0,5 %).
V roce 2014 mělo přistěhovalecký původ 49 % obyvatel Vídně. Ve Vídni je více než 120 islámských mateřských školek, které provozuje muslimská komunita.

## Správní členění Vídně
Vídeň se člení na 23 samosprávných městských částí tradičně označovaných jako vídeňské městské okresy (Wiener Stadtbezirke). První byly vytvořeny roku 1850 při prvním rozšíření Vídně. Od té doby se zvětšil nejen jejich počet, ale i rozloha. Kromě toho docházelo i k jistým změnám hranic těchto celků. Městské okresy se dále člení celkem na 89 katastrálních území, jejichž hranice se však v některých případech nekryjí s hranicemi městských okresů.

## Kultura

### Vzdělanost
Ve Vídni byla roku 1365 založena nejstarší německá univerzita, která se dodnes řadí mezi prestižní evropské vysoké školy. Její knihovna je největší vědeckou knihovnou v Rakousku. Trojici zdejších nejvýznamnějších knihoven dále tvoří Rakouská národní knihovna a Vídeňská městská knihovna.
Město bylo rodištěm a působištěm mnoha vědeckých kapacit – filosofů Karla Poppera, Ludwiga Wittgensteina, ekonomů tzv. vídeňské školy (Eugen von Böhm-Bawerk, Ludwig von Mises, Friedrich August von Hayek), psychologů Sigmunda Freuda, Alfreda Adlera nebo Viktora Frankla, fyziků Erwina Schrödingera, Ludwiga Boltzmanna či Ernsta Macha nebo inženýra Viktora Kaplana. Od roku 1867 do roku 1882 studoval, bydlel a působil ve Vídni Tomáš Garrigue Masaryk. 
Značnou část svého života ve Vídni strávili spisovatelé a spisovatelky Ingeborg Bachmannová, Thomas Bernhard, Elias Canetti, Elfriede Jelineková, Karl Kraus, Robert Musil, Heimito von Doderer, Franz Grillparzer nebo Stefan Zweig. V osmdesátých letech 20. století zde žil v emigraci polský spisovatel Stanisław Lem a ve stejné době i český spisovatel Pavel Kohout.

### Hudební život
Vídeň se vyznačuje bohatou hudební tradicí, jejíž vrchol se datuje na přelom 18. a 19. století, kdy ve městě tvořili Wolfgang Amadeus Mozart, Joseph Haydn a Ludwig van Beethoven. Později se proslavili Franz Schubert, Franz Liszt, Johannes Brahms, Anton Bruckner a Gustav Mahler, stejně jako na začátku 20. století příslušníci Nové vídeňské školy kolem Arnolda Schönberga. Za nejlepší interpretaci Mozartových děl je každé dva roky akademií ve Vídni udělována cena Wiener Flötenuhr.
Vídeňští filharmonikové patří mezi nejznámější symfonické orchestry Evropy a celého světa. Kromě nich působí ve Vídni řada dalších hudebních těles, jako jsou komorní orchestry, smyčcové kvartety a jiné, což činí Vídeň významným centrem hudebního života. Ve Vídni jsou usazeny také hudební agentury, které zprostředkovávají angažmá pěvcům, dirigentům a jiným hudebníkům.
Město dalo jméno tanci z období největšího rozmachu města v druhé polovině 19. století – vídeňskému valčíku. Nerozlučně jsou s valčíkem spojena jména skladatelů jako jsou především Johann Strauss starší a Johann Strauss mladší, ale také Josef Lanner. Johann Strauss mladší složil i hudbu pro několik operet. Dalšími významnými operetními skladateli, kteří působili ve Vídni, byli Franz von Suppé, Franz Lehár a po jistou dobu rovněž Emmerich Kálmán.

### Divadla a operní domy

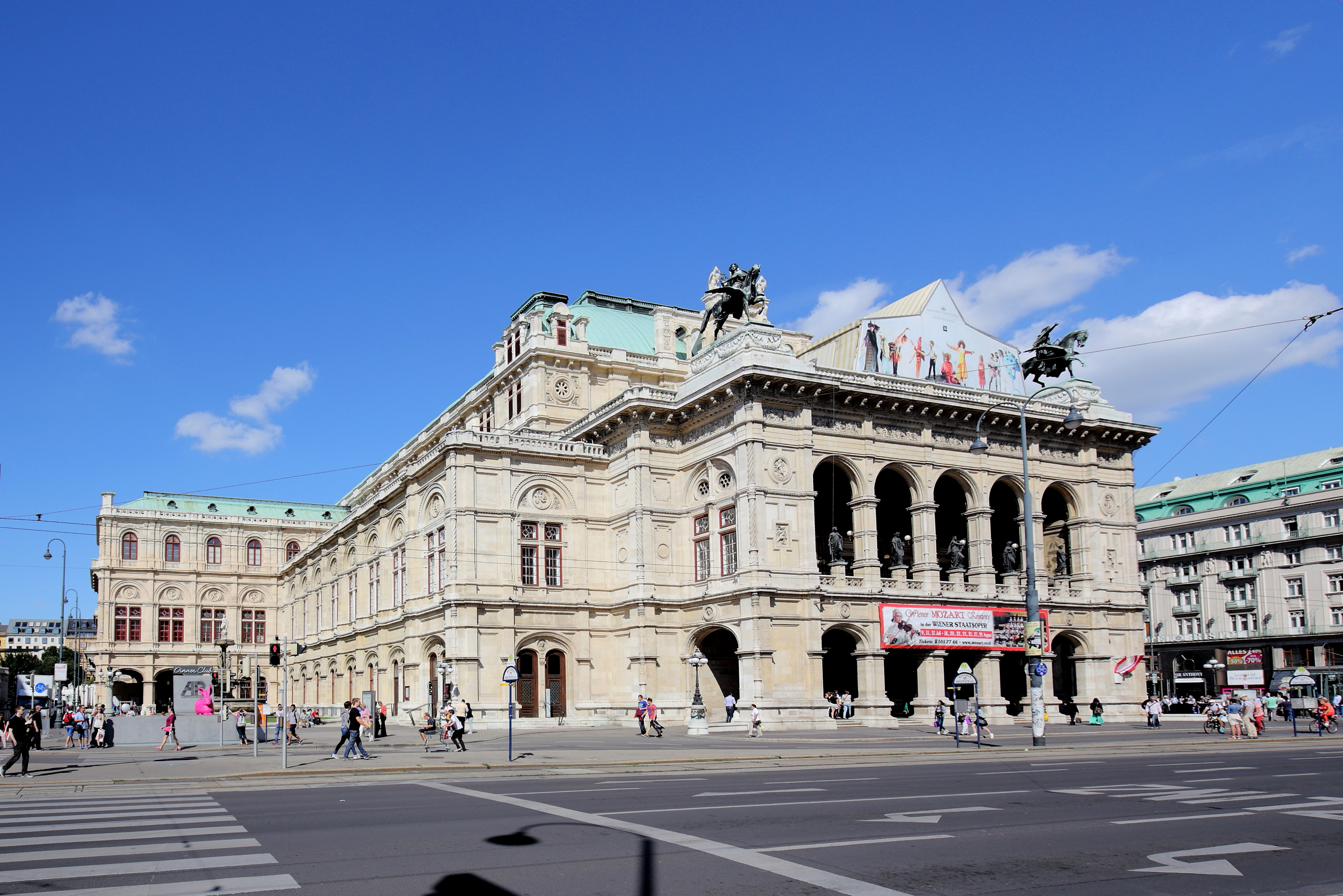
Vídeňská státní opera, kde se každoročně odehrává Ples v opeře

Divadlo Burgtheater patří mezi přední německojazyčná divadla, dobrou pověst si drží i Volkstheater a Theater in der Josephstadt. Ve městě působí také velké množství malých scén a kabaretů. Od roku 2000 je ve Vídni předávána Nestroyova divadelní cena, nejvýznamnější ocenění v německojazyčné oblasti.
Vídeňská státní opera je zaměřena na uvádění klasických operních děl a je jednou z nejdůležitějších světových operních scén. Volksoper nabízí širší repertoár zahrnující jak opery, tak operety a muzikály. Jako třetí operní scéna slouží od roku 2006 Theater an der Wien, kde byla v premiéře uvedena Beethovenova opera Fidelio. Vídeňská komorní opera nabízí netradiční inscenace klasických i moderních děl.

### Výtvarné umění
Ve městě je Akademie výtvarných umění, která byla založena v roce 1692 a na které studoval řada význačných evropských (mezi nimi i českých) umělců, např. Vojtěch Hynais nebo František Kupka.

### Muzea

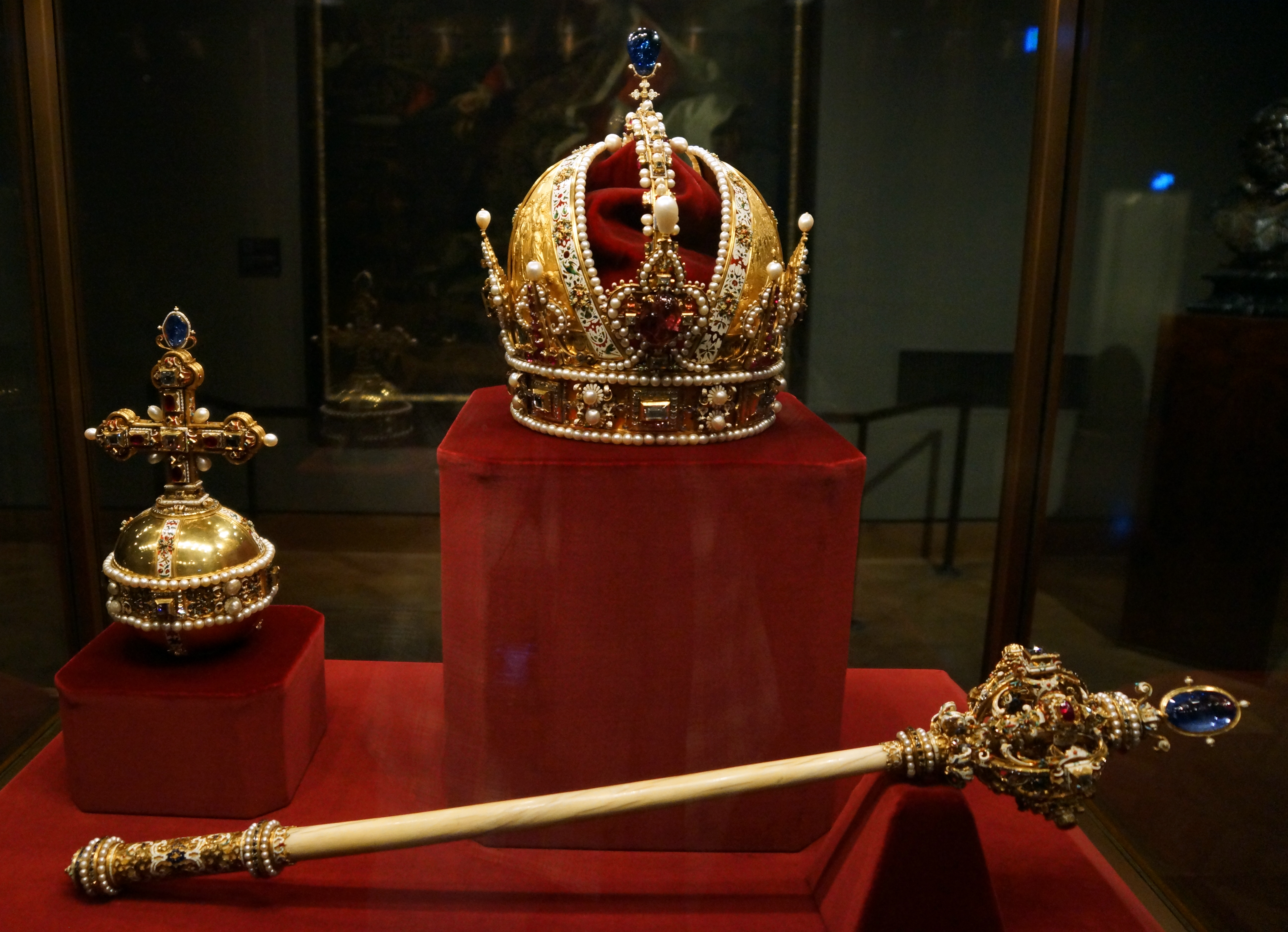
Císařská koruna, jablko a žezlo Rakouska v císařské klenotnici

Většina muzeí ve Vídni se nachází v oblasti na hranici Innere Stadt a Neubau v centru města. Tato oblast je domovem mnoha muzeí, jako jsou:
- V Hofburgu a okolí:
  - Císařská klenotnice: Sbírka evropských pokladů, včetně korunovačních klenotů císaře Svaté říše římské a rakouské císařské koruny
  - Muzeum Sisi: Věnováno císařovně Alžbětě Rakouské, umožňuje návštěvníkům prohlédnout si císařské pokoje.
  - Weltmuseum Wien: Antropologické muzeum s mnoha etnografickými předměty z Afriky, Ameriky, Asie a Oceánie, jako je Moctezumova čelenka.
  - Dům rakouské historie
  - Globenmuseum
  - Mezinárodní esperantské muzeum
  - Rakouská národní knihovna
  - Efezské muzeum
  - Albertina: Muzeum umění obsahující přibližně 65 000 kreseb a jeden milion starých mistrovských tisků s díly Leonarda da Vinciho, Clauda Moneta a Albrechta Dürera. Mladý zajíc od Dürera je snad nejznámějším obrazem v muzeu.

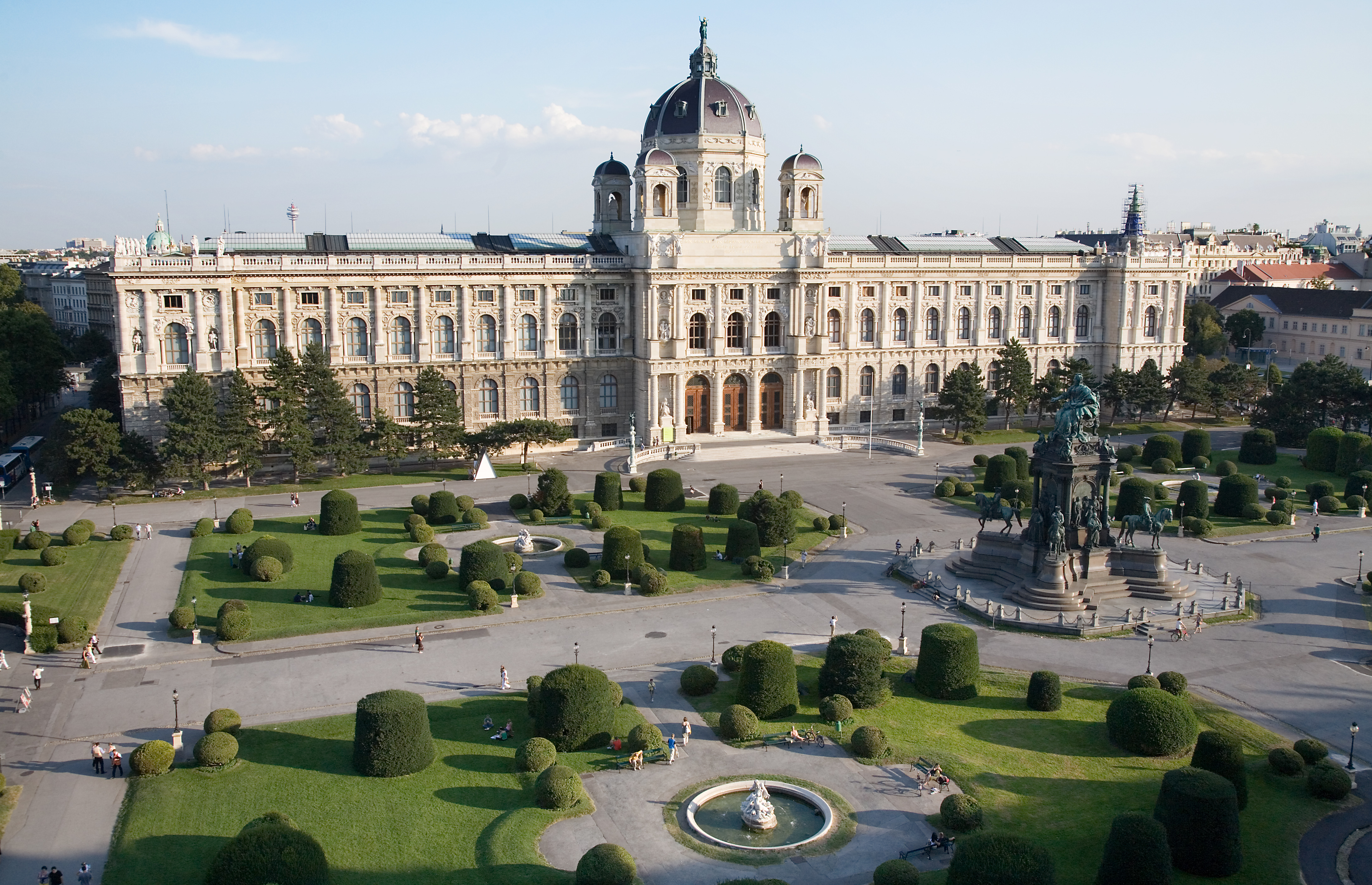
Kunsthistorisches Museum na Maria-Theresien-Platz

- Na Maria-Theresien-Platz: Dvě téměř totožné budovy byly dokončeny v roce 1891 a otevřeny císařem Františkem Josefem I.
  - Kunsthistorisches Museum: muzeum umění s díly umělců jako Pieter Bruegel starší, Caravaggio, Albrecht Dürer, Raffael, Rembrandt, Tizian a Vermeer. Mezi významná díla patří Babylonská věž a Lovci ve sněhu (oba od Bruegela),
  - Naturhistorisches Museum: Přírodovědné muzeum s 30 miliony předmětů ve sbírce, z nichž 100 000 je vystaveno. Významný exponát je Willendorfská venuše, 25 000 let stará socha nalezená v Rakousku.

- V MuseumsQuartier

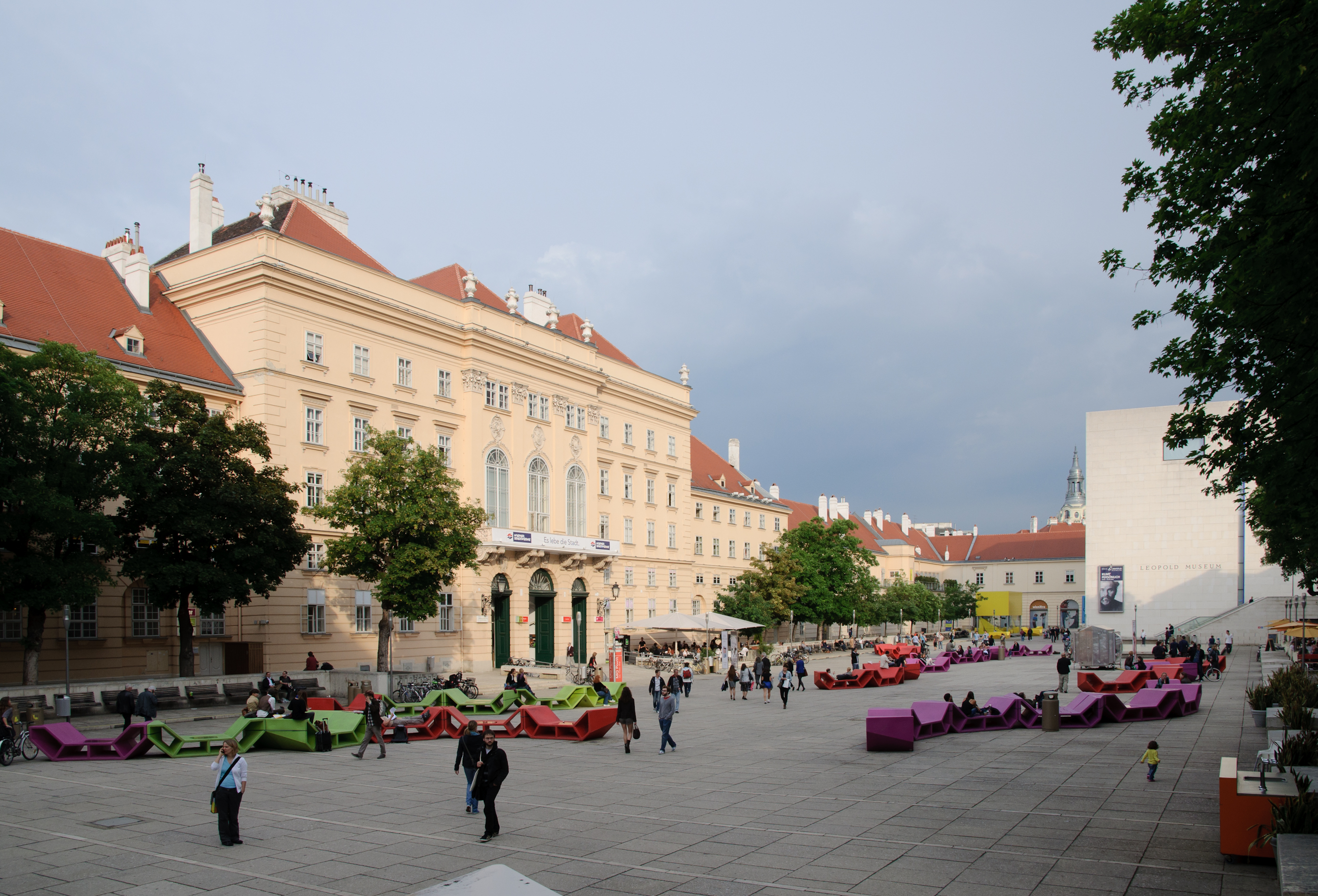
MuseumsQuartier

  - MUMOK (Muzeum moderního umění): Muzeum moderního a současného umění s díly umělců jako Andy Warhol, Roy Lichtenstein a Pablo Picasso.
  - Muzeum Leopoldových: Sbírka moderního rakouského umění s díly Egona Schieleho, Gustava Klimta a také kusy z vídeňské secese, vídeňské moderny a rakouského expresionismu.
  - Kunsthalle Wien
  - Dětské muzeum ZOOM
  - Architekturzentrum Wien

Österreichische Galerie Belvedere v Belvederu představuje umění z Rakouska od středověku přes baroko až po začátek 20. století, včetně Polibku, nejznámějšího díla Gustava Klimta. Je zde také Muzeum baroka se slavnými sochami Franze Xavera Messerschmidta. V roce 2011 byl v jeho bezprostřední blízkosti znovu otevřen Belvedere 21 (dříve 21er Haus) jako pobočka současného umění.

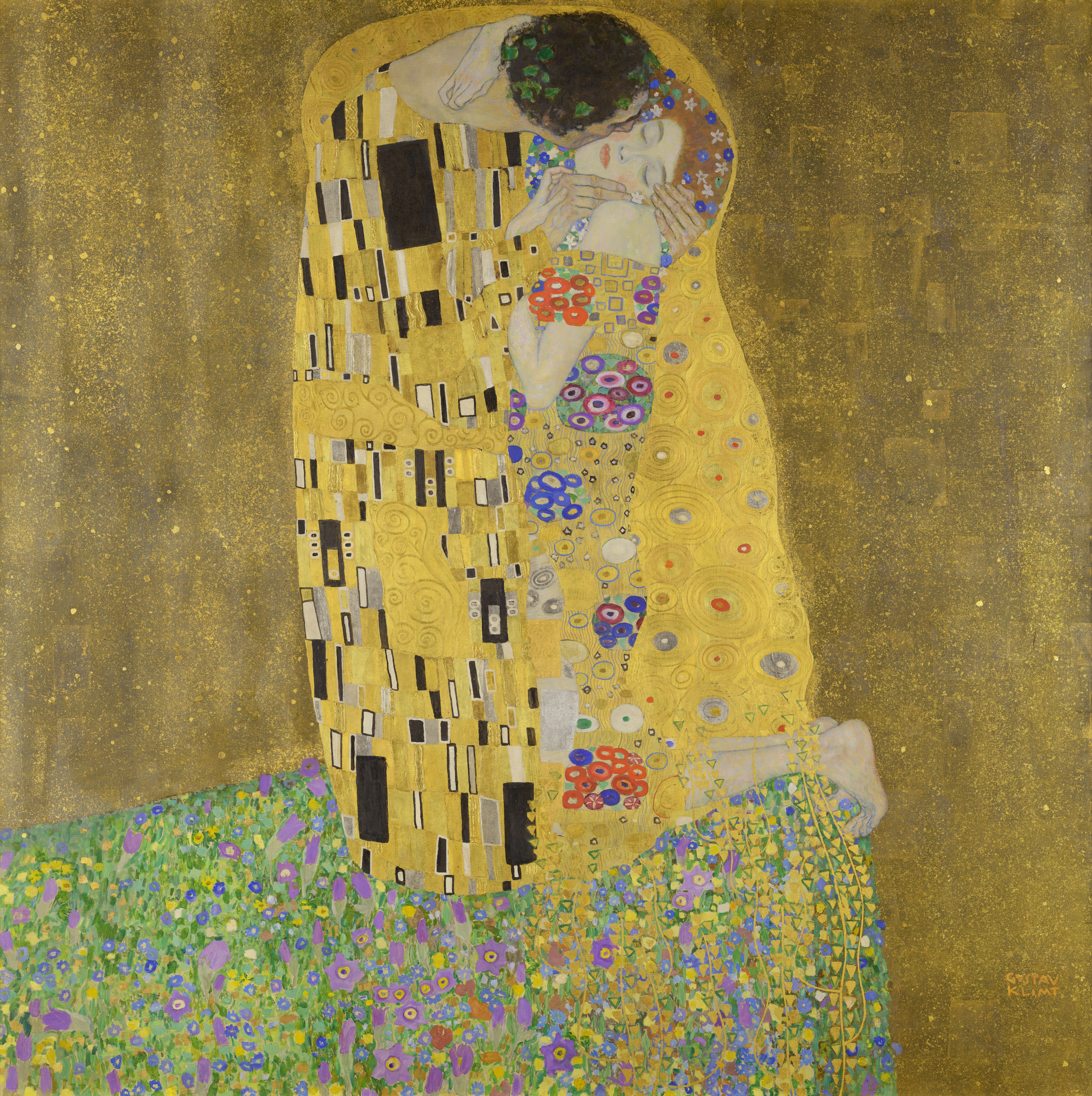
Polibek v Belvederu

Muzeum města Vídně dokumentuje historii Vídně stálou prezentací a dočasnými výstavami a představuje památníky Ludwiga van Beethovena, Josepha Haydna, Wolfganga Amadea Mozarta, Franze Schuberta a Johanna Strausse. Mezi další pobočky muzea patří Hermesvilla v Lainzer Tiergarten, Vídeňské muzeum hodin, Římské muzeum a Prater Museum.
Bývalá císařská letní rezidence na zámku Schönbrunn, nejnavštěvovanější vídeňská atrakce, je zřízena jako muzeum se showroomy paláce a Muzeem císařských kočárů.
Vojenské historické muzeum v Arsenalu je přední muzeum rakouských ozbrojených sil a dokumentuje historii rakouské armády s exponáty včetně zbraní, brnění, tanků, letadel, uniforem, bojových vlajek, obrazů, medailí a vyznamenání, fotografií, modelů bitevních lodí a dokumentů.
Mezi další muzea ve městě patří:

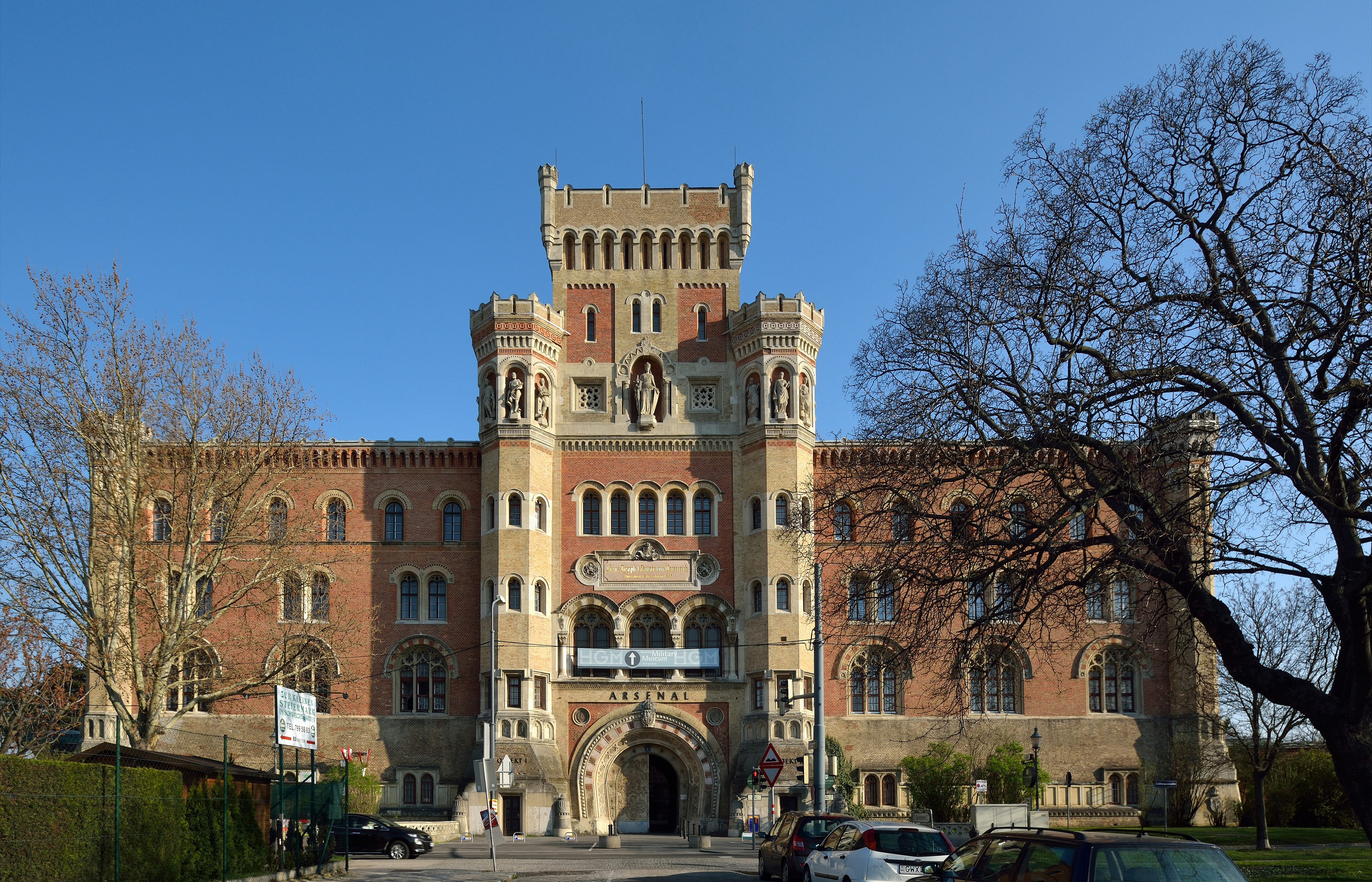
Vojenské historické muzeum v Arsenalu

- Dům hudby, hudební muzeum v bývalém paláci arcivévody Karla, kde kdysi žil Otto Nicolai, zakladatel Vídeňské filharmonie.
- Haus des Meeres, veřejné akvárium ve věži z druhé světové války.
- Muzeum uměleckých padělků
- KunstHausWien
- Muzeum užitého umění
- Freudovo muzeum, muzeum o Freudově životě v jeho starém sídle.
- Mozartův dům
- Dritte Mann Museum, soustředěné kolem britského filmu Třetí muž z roku 1949, odehrávajícího se ve Vídni po druhé světové válce
- Lichtenštejnské muzeum
- Židovské muzeum ve Vídni, založené v roce 1896, nejstarší svého druhu.
- Muzeum peněz, vlastněné rakouskou národní bankou
- Muzeum iluzí

### Architektura
Památky z římského období se dochovaly v pouhých fragmentech. Architektonické stopy středověku představují především chrámové stavby od románského kostela sv. Ruprechta až po gotický svatoštěpánský dóm s bohatou sochařskou výzdobou. Baroko reprezentuje množství šlechtických paláců i známé kostelní stavby (sv. Karel Boromejský, univerzitní jezuitský kostel). Mimořádný urbanistický význam mělo vytvoření reprezentativní okružní třídy s řadou veřejných budov - Ringstraße - na přelomu 19. a 20. století. V posledních desetiletích byla ve městě postavena řada výškových budov, hlavně na severu města. Mezi turistické atrakce patří Hundertwasserhaus ve 3. okrese.
Sídlem prezidenta Rakouské republiky,  Rakouské národní knihovny a několika muzeí je Hofburg  –  do roku 1918 císařská rezidence.

Památkou zapsanou na Seznam Světového dědictví je palác a zahrady Schönbrunnu, bývalé letní císařské rezidence.

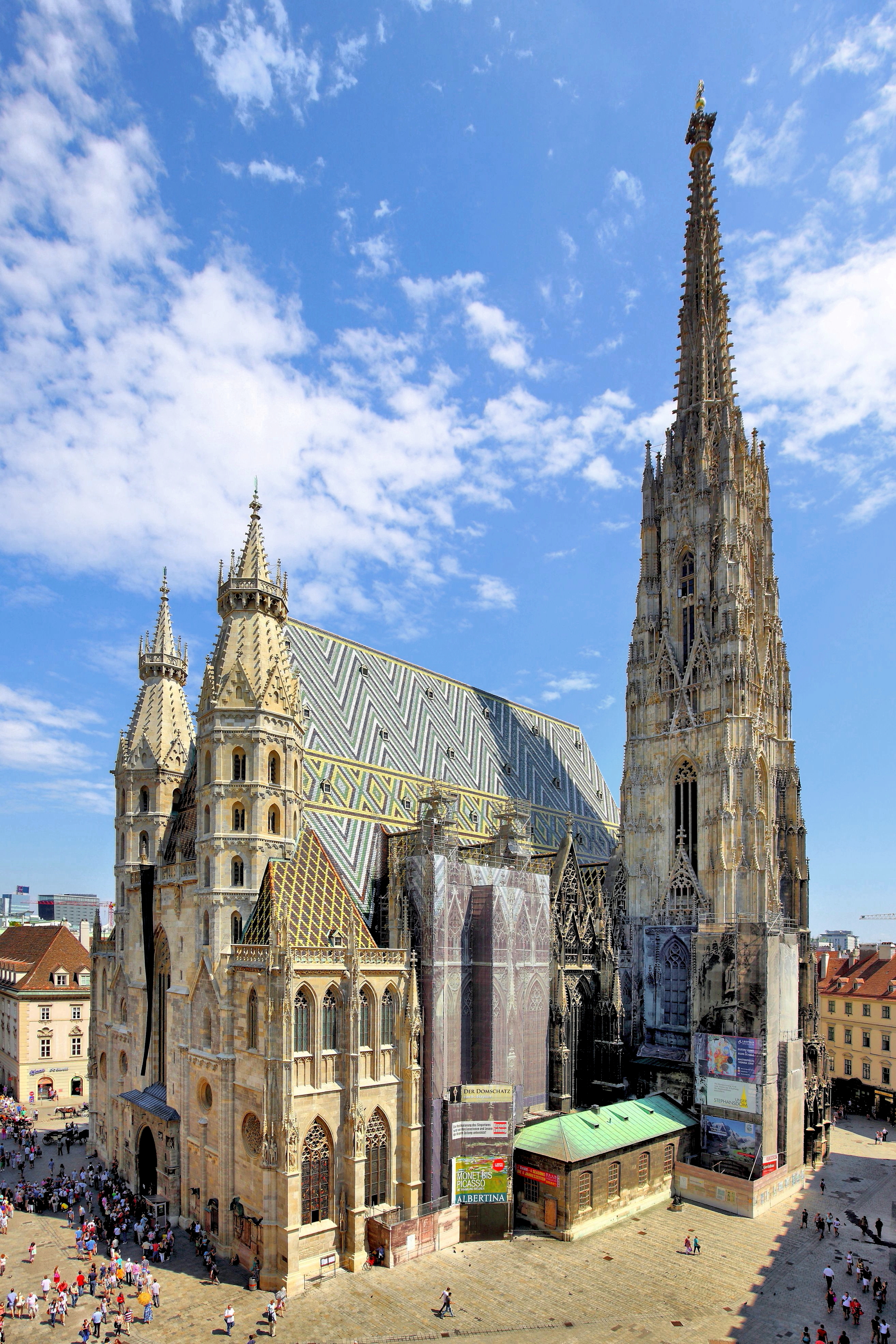
Katedrála svatého Štěpána
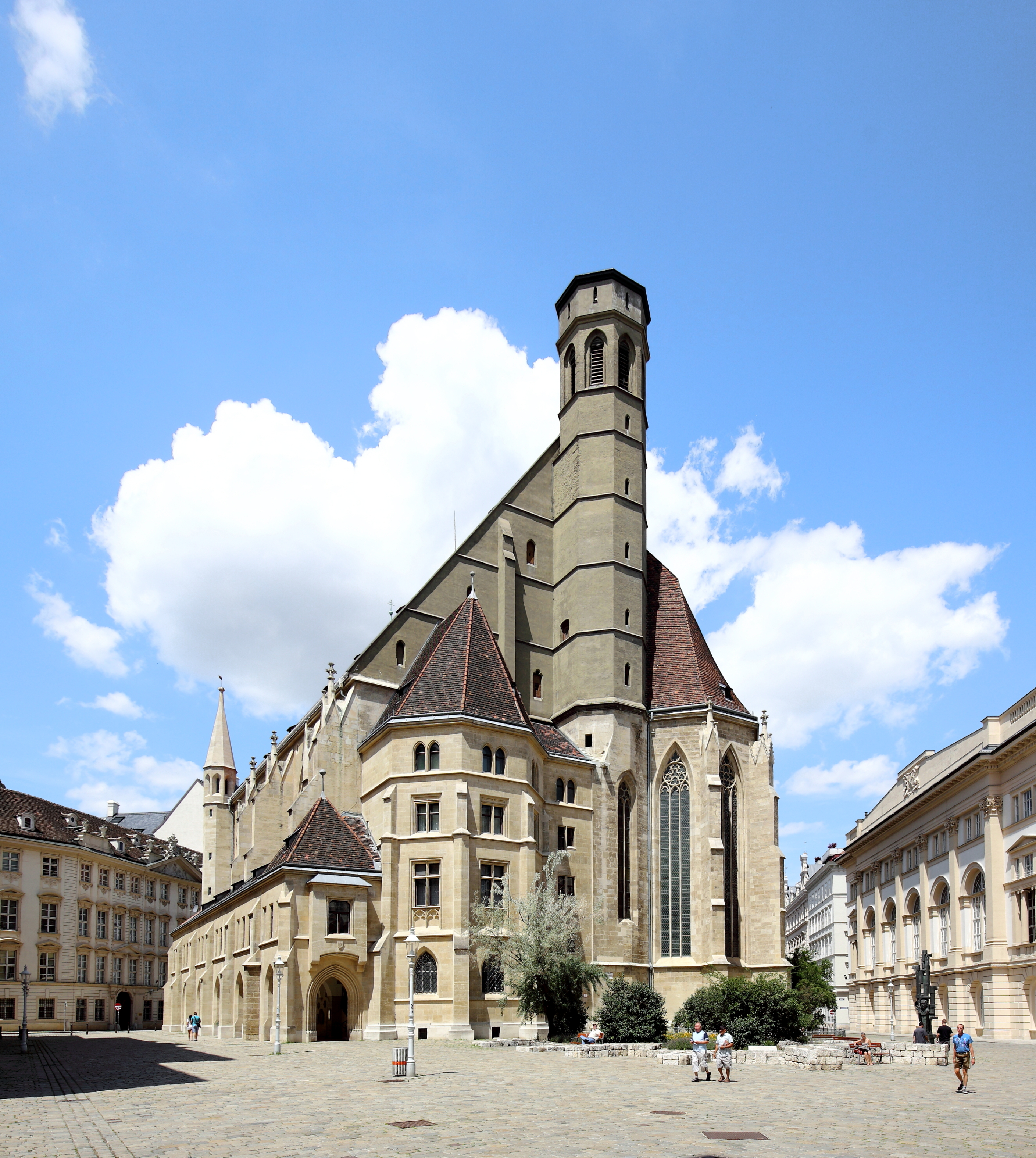
Minoritský kostel
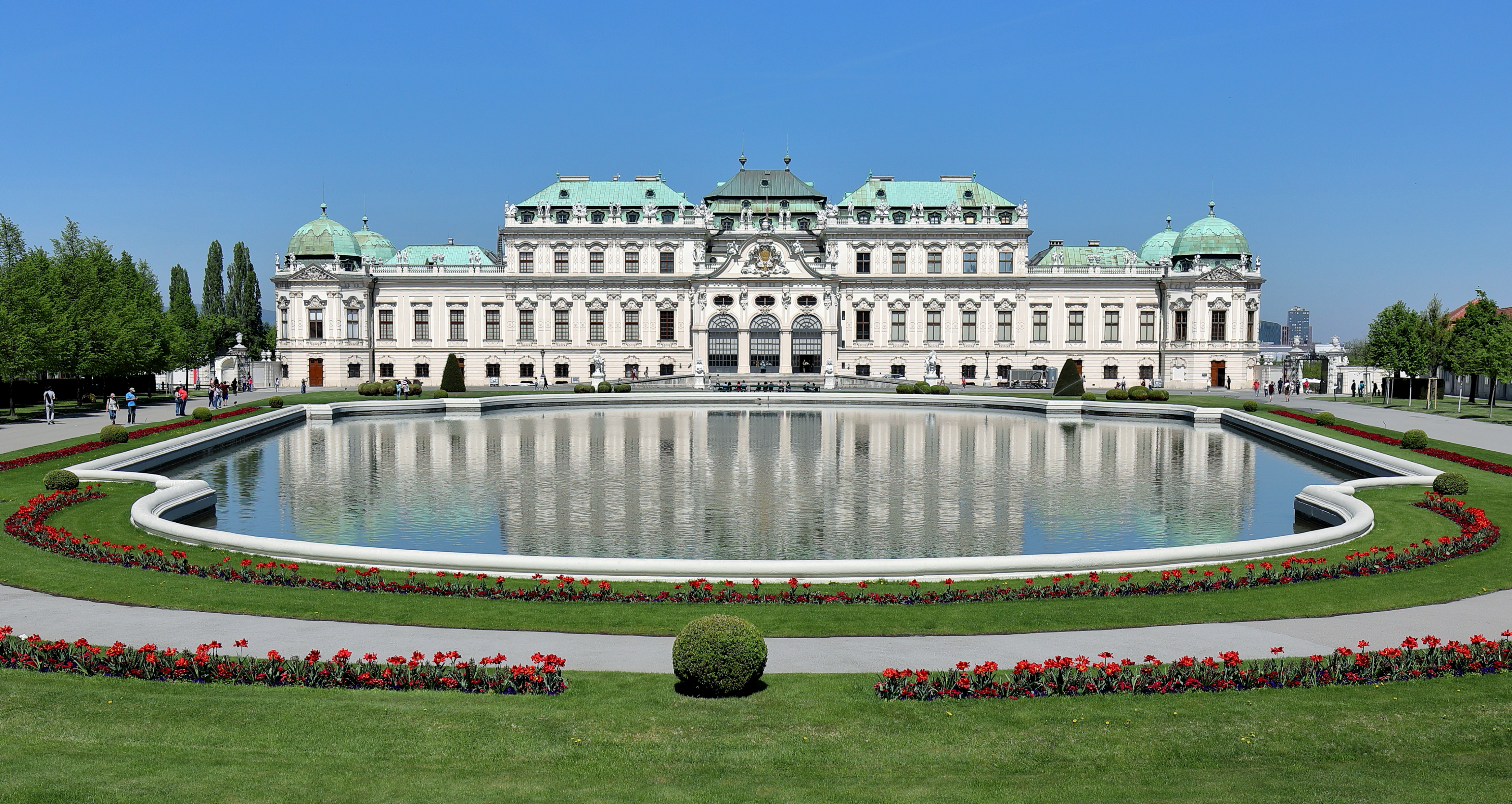
Horní Belveder
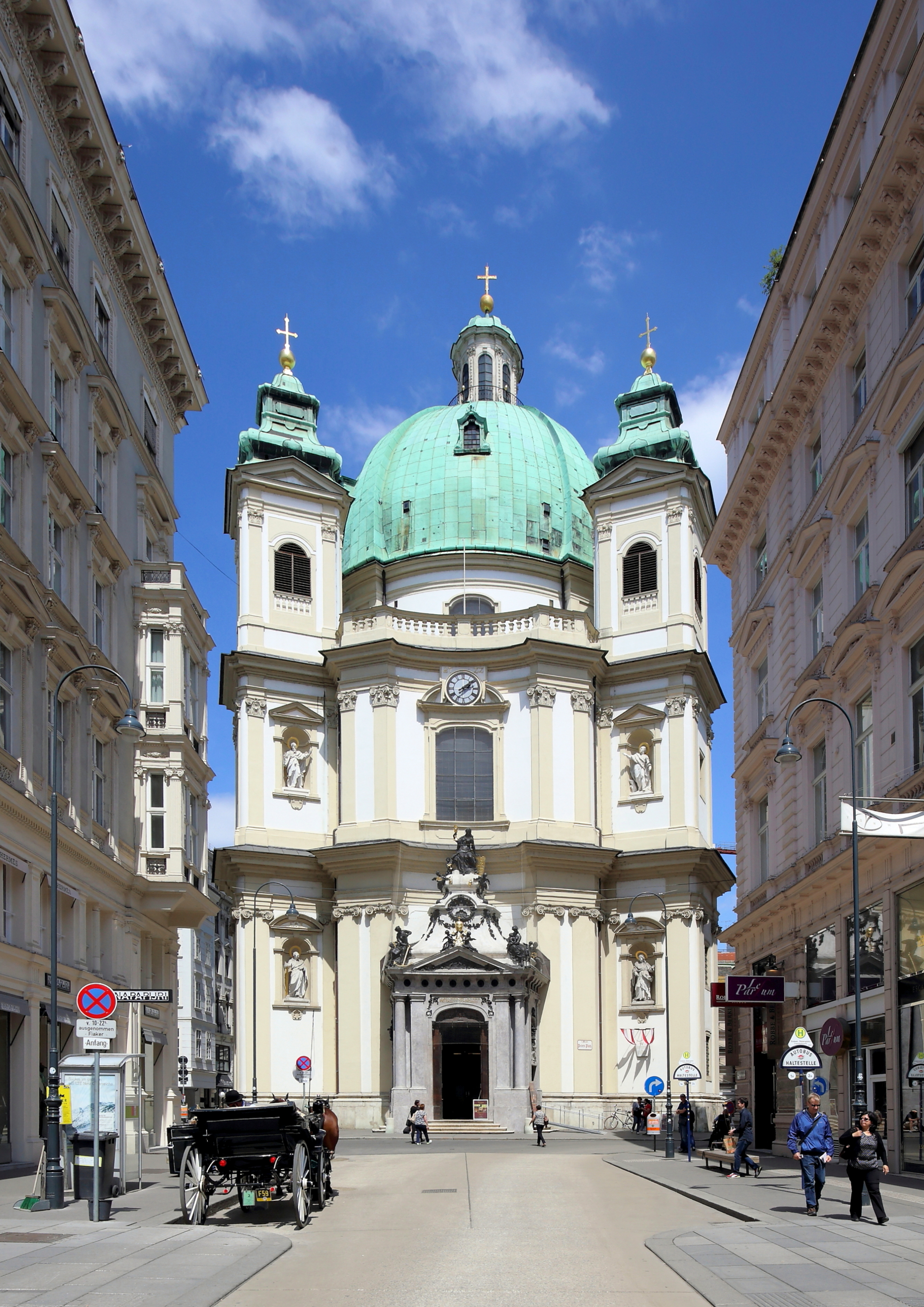
Kostel svatého Petra
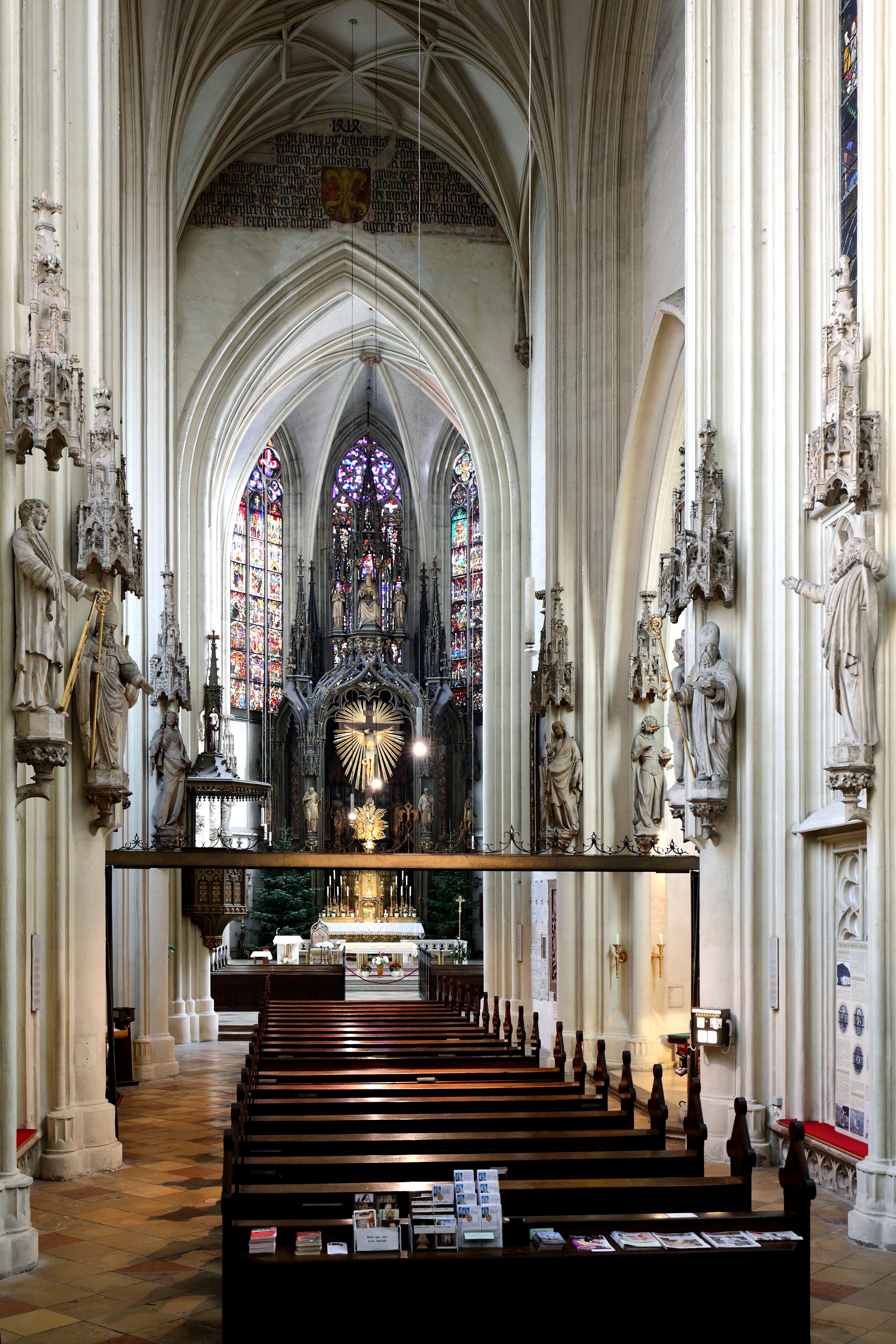
Kostel Marie am Gestade, interiér
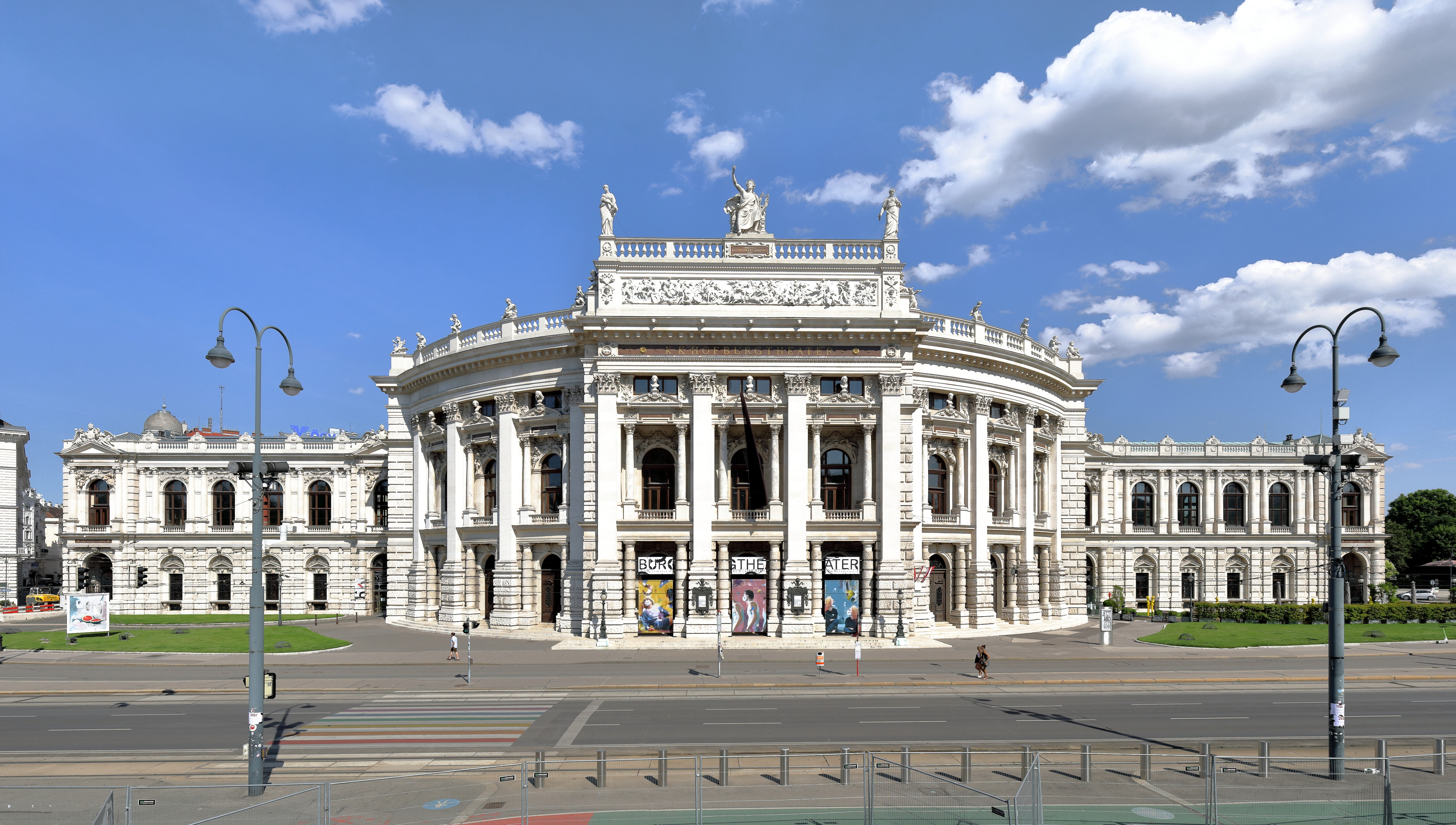
Burgtheater
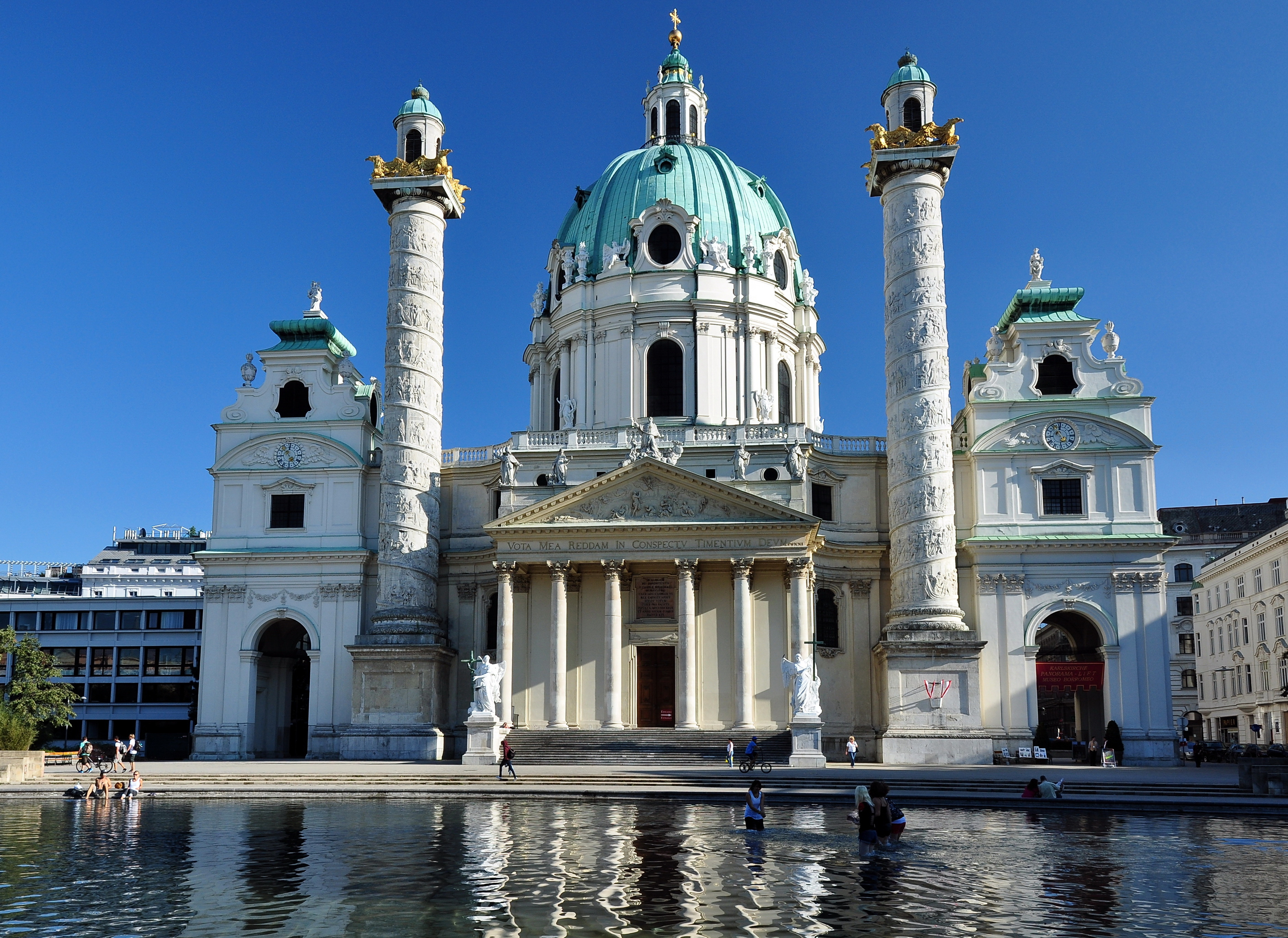
Kostel svatého Karla Boromejského
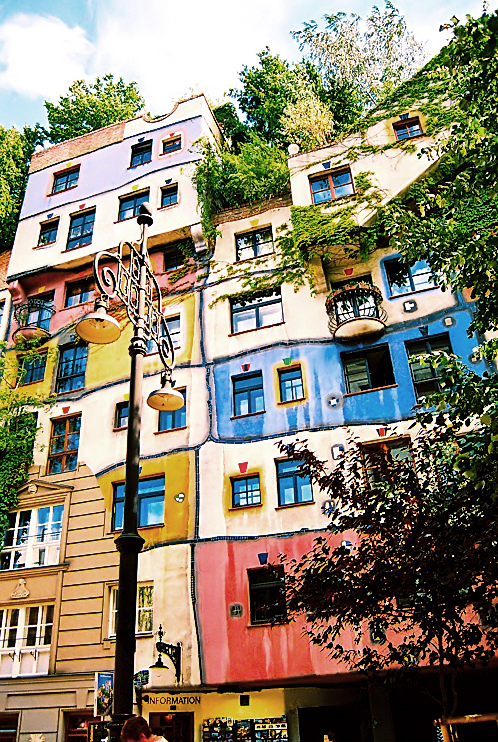
Hundertwasserhaus
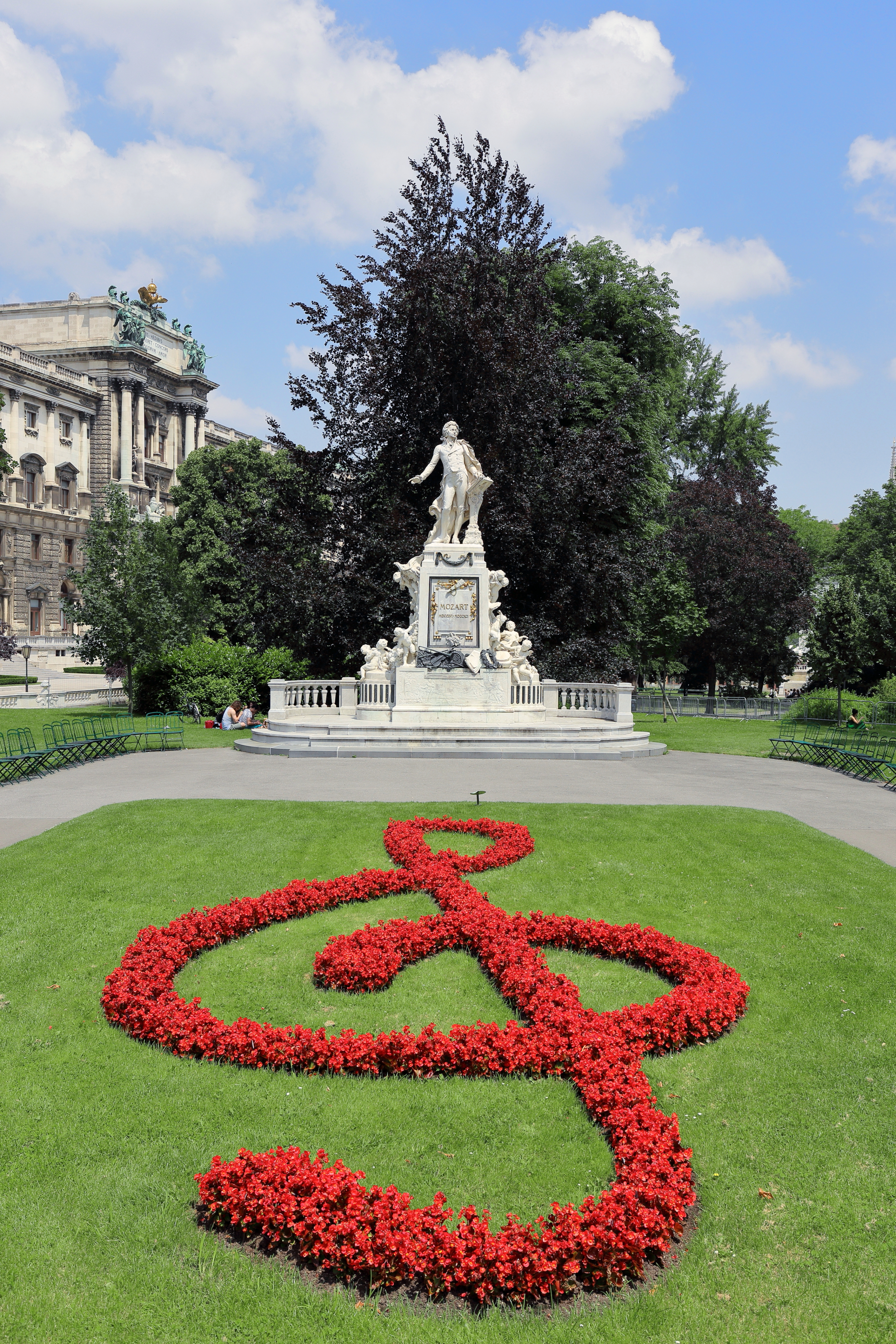
Mozartův pomník

### Kultura stravování a pití

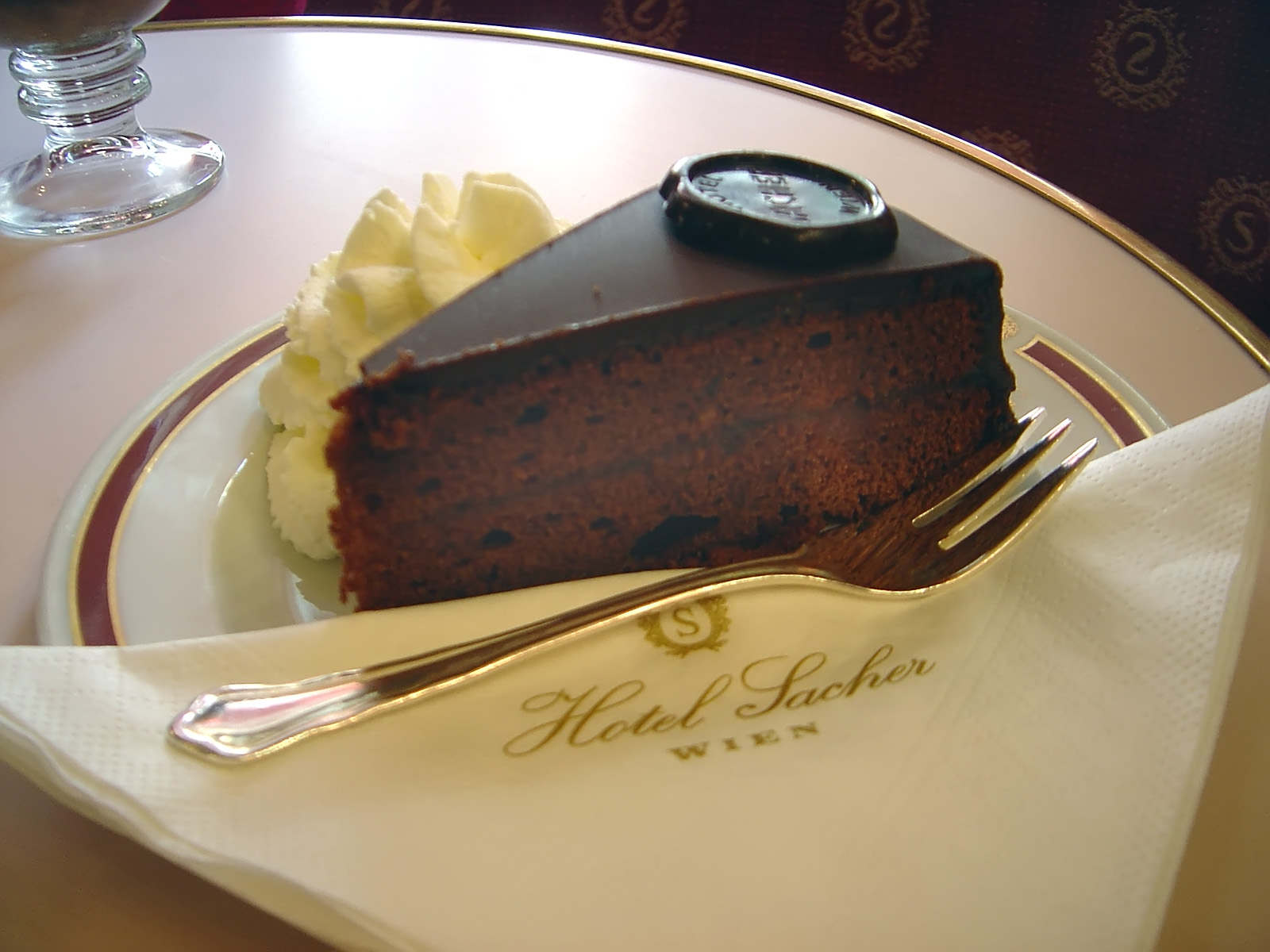
Sacherův dort se šlehačkou

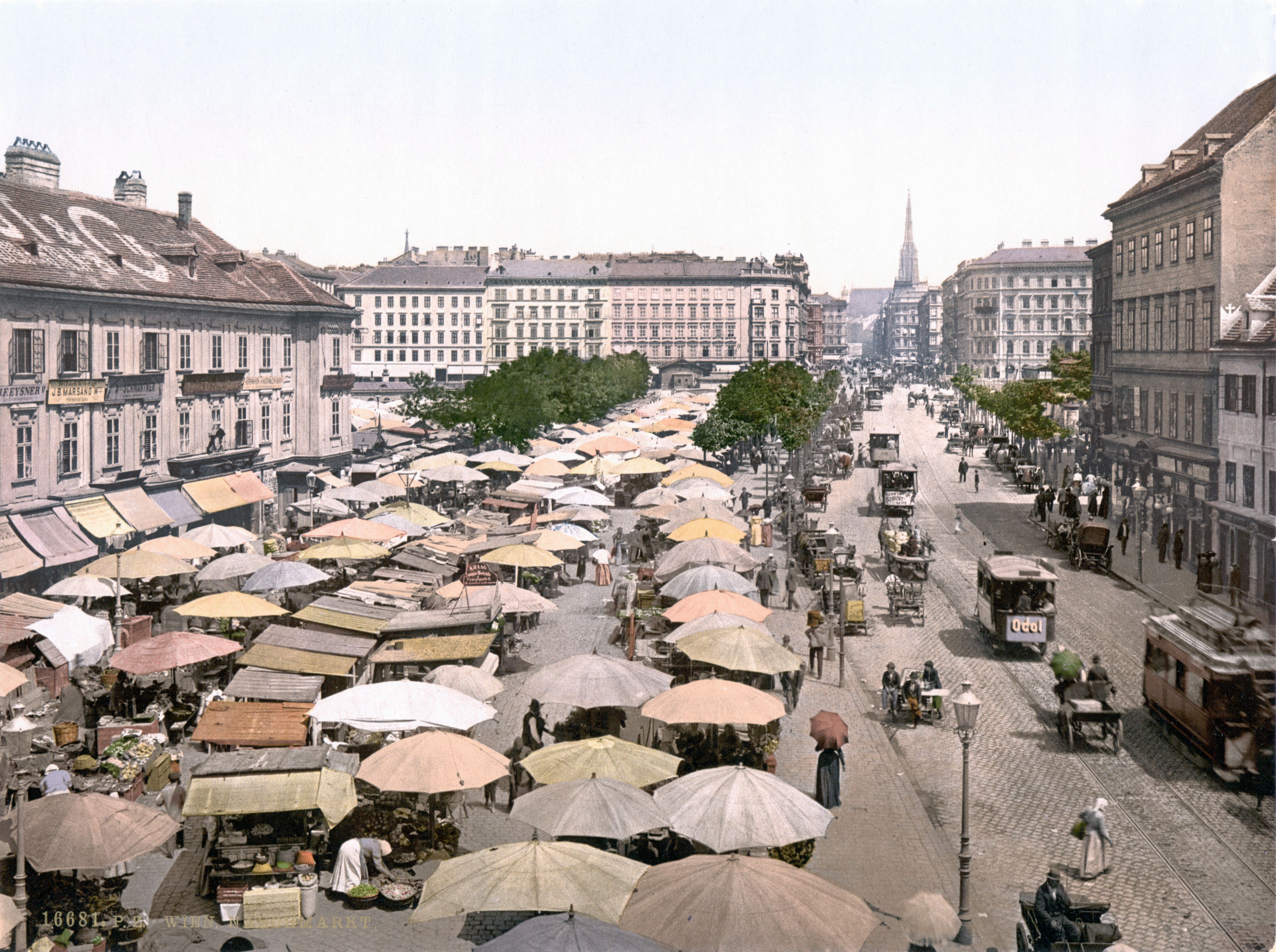
Naschmarkt kolem roku 1900

Tradiční vídeňská kuchyně byla ovlivněna dřívějšími vlivy přistěhovalců z jednotlivých regionů mnohonárodnostní monarchie. Vzhledem k poloze města v blízkosti hranic s Maďarskem a bývalými Čechami se na jídelních lístcích objevují jídla z těchto zemí. Z Maďarska pochází například guláš se svými vídeňskými variantami - vídeňský, fiakrový a cikánský guláš. Z Čech pochází především moučníky, jako jsou různé štrůdly, koláče a palačinky, a také různé druhy knedlíků. Obzvláště oblíbené jsou vídeňský řízek a tafelspitz.
Vídeň má dlouhou tradici výroby dortů a zákusků. Patří mezi ně jablečný závin (Apfelstrudel), mléčný závin (Milchrahmstrudel), sladké palačinky (Palatschinken) a knedlíky (Knödel) často plněné ovocem, například meruňkami (Marillenknödel). Celosvětově proslulý je Sacherův dort (Sachertorte), jemně vlhký čokoládový dort s meruňkovou marmeládou, který vytvořil hotel Sacher.
Největším a nejpestřejším trhem se stálými stánky je Naschmarkt, kde lze koupit ovoce, zeleninu, koření, ryby, maso a mnoho dalšího z celého světa. Naschmarkt je považován za vídeňský trh se specialitami. Nejdelším pouličním trhem v Evropě je naopak Brunnenmarkt v 16. vídeňském obvodu.
K vídeňské městské krajině patří na frekventovaných místech stánky s klobásami, kde se prodávají různé teplé klobásy i horké Leberkäse. Jako alternativa k párku v rohlíku je zde často nabízen bosner. Stejně běžné jsou stánky s rychlým občerstvením tureckého a arabského typu (kebab, burek, falafel).

#### Vídeňská kavárna

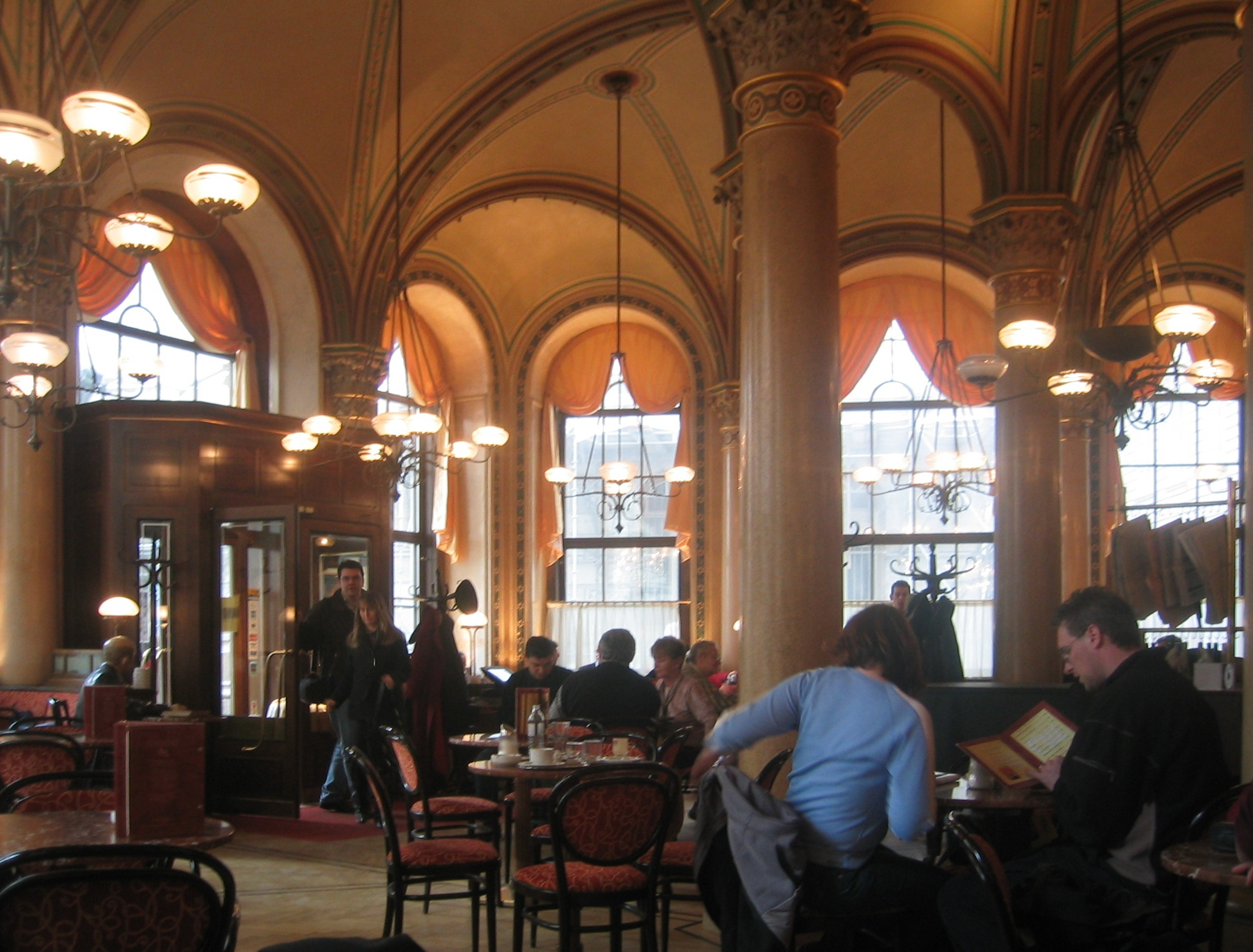
V kavárně Café Central

Další zvláštností vídeňské kultury jsou vídeňské kavárny, kde se kromě různých kávových specialit podávají i malá jídla. Mnozí návštěvníci využívají příležitosti a během své návštěvy si celé hodiny čtou obvykle četné noviny. Vedle mnoha novějších chromem se lesknoucích kaváren v italském stylu zvaných Espresso existuje stále mnoho "pravých" vídeňských kaváren, které si ve svém sortimentu, vybavení a stylu zachovaly původní kouzlo této instituce. První vídeňskou kavárnu otevřel v roce 1685 Řek Johannes Theodat ve svém domě na Haarmarktu, dnešní Rotenturmstrasse 14. V roce 1685 zde byla otevřena první kavárna.

#### Heurigen

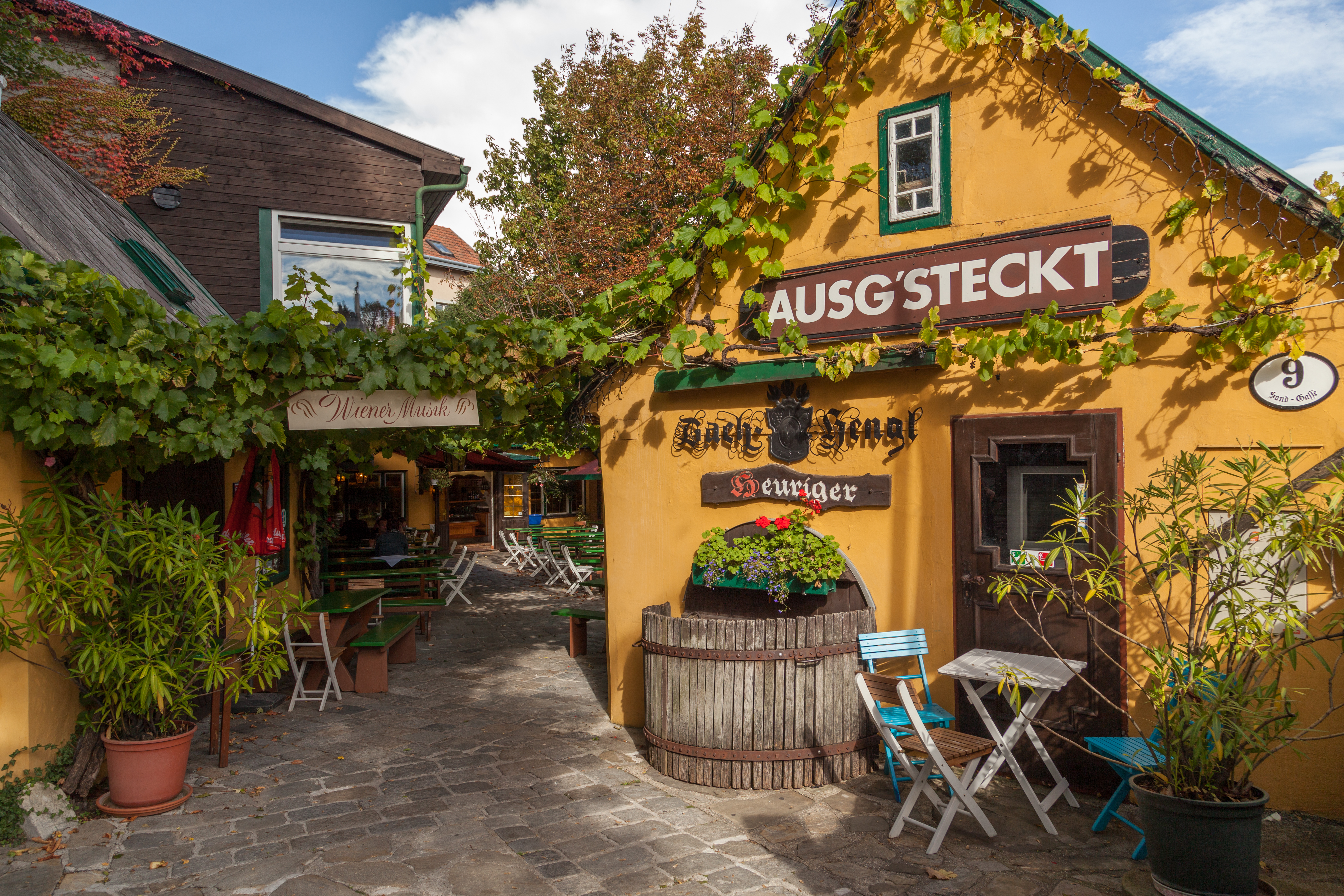
Typická hospoda Heurigen v Grinzingu

Vídeň je jednou z mála světových metropolí s vlastní vinařskou oblastí. Toto víno se ve Vídni podává v malých hospůdkách, takzvaných Heurigen, které jsou soustředěny především ve vinařských oblastech Döbling (Grinzing, Neustift am Walde, Nussdorf, Salmannsdorf, Sievering), Floridsdorf (Jedlersdorf, Stammersdorf, Strebersdorf) a také Mauer a Oberlaa. Víno se často pije také jako Gespritzter, míchaný nápoj z bílého vína a sodovky nebo minerální vody, přičemž poměr míchání se může lišit podle ročního období (letní nebo zimní Gespritzter).

### Každodennost

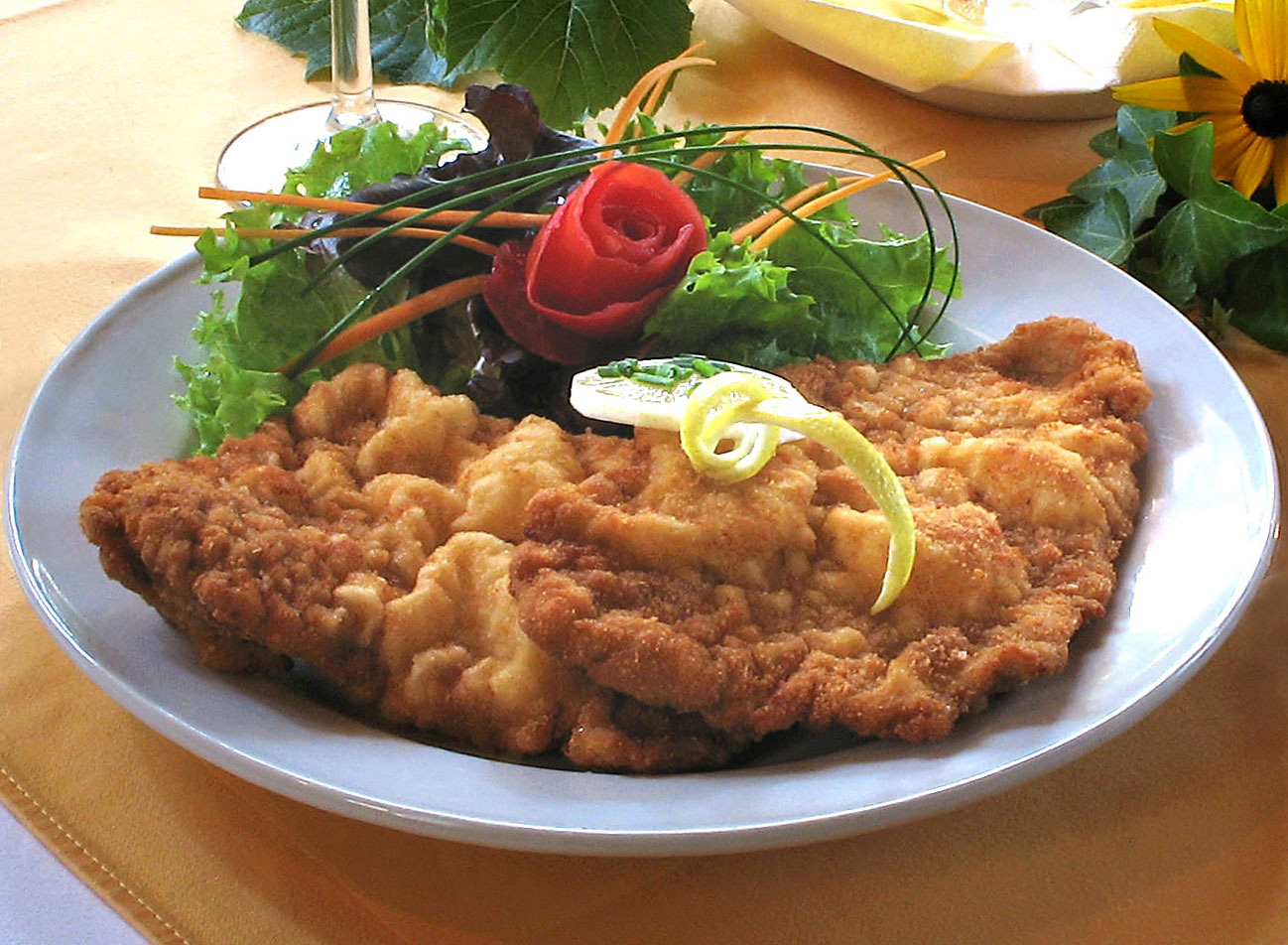
Vídeňský řízek

Vídeň je charakteristická svou specifickou vídeňskou kuchyní vzniklou v dobách mnohonárodnostní monarchie, kdy každá z národnostních menšin rozšířila zdejší jídelníček. Z Maďarska byly v upravené podobě přejaty guláš a palačinky. Z českého prostředí, které mělo kromě italské kuchyně největší vliv, pocházejí koláče, buchty a knedlíky. Mezi typické pokrmy patří i vídeňský řízek. Stánky na ulicích nabízejí velký výběr párků a klobás, v poslední době obohatili Vídeň mj. Turci a Bosňáci rychlým občerstvením tureckého a arabského typu (kebab, burek, falafel).
Jednou z největších vídeňských atrakcí je zábavní park Prátr, který byl založen 7. dubna 1766, když císař Josef II. otevřel bývalý lovecký revír pro veřejnost. V roce 1897, před 50. výročím nástupu císaře Františka Josefa I. na trůn, bylo postaveno obří vyhlídkové kolo Riesenrad. Jako součást oslav bylo hercům, kejklířům a komediantům dovoleno postavit si v parku své stany. Pro občerstvení návštěvníků vzniklo také mnoho stánků. Mnozí provozovatelé atrakcí v parku zůstali a vytvořili tak základ pro dnešní Prátr.
Typický pro Vídeň je také výskyt tržnic v ulicích i na náměstích, specializovaných zejména na prodej ovoce a zeleniny. Oblíbené jsou i bleší trhy. Zejména na turisty se zaměřuje trh Naschmarkt. Hlavní obchodní třídou je Mariahilfer Straße.
Kulturní podnik svého druhu představují i vídeňské kavárny, od 19. století dějiště intelektuálního života. Kromě nabídky novin bývá ke kávě podáván i čokoládový dort, nazvaný podle svého tvůrce Sacher.
V čtvrtích na svazích západních vídeňských okresů, které jsou dodnes významnou vinařskou oblastí, se těší značné oblibě malé vinné lokály zvané Heurige.

## Podnebí
V zimě časté sněžení a někdy bývají i mrazy pod -10 °C. Jaro začíná koncem února a končí uprostřed května, počasí je silně proměnlivé. Mohou být mrazy, ale i letní horka. Léto je často i velmi teplé a suché. Podzim přichází koncem září. Začátek i střed podzimu je charakteristický častými návraty teplého a suchého počasí. Koncový podzim přechází v mírnou zimu koncem listopadu. Vídeň je dosti slunečné místo ve všech ročních obdobích. Nejnižší teplota naměřená ve Vídni byla -26 °C a vůbec nejvyšší byla 38,3 °C.
| Vídeň – podnebí             | Vídeň – podnebí | Vídeň – podnebí | Vídeň – podnebí | Vídeň – podnebí | Vídeň – podnebí | Vídeň – podnebí | Vídeň – podnebí | Vídeň – podnebí | Vídeň – podnebí | Vídeň – podnebí | Vídeň – podnebí | Vídeň – podnebí | Vídeň – podnebí |
| Období                      | leden           | únor            | březen          | duben           | květen          | červen          | červenec        | srpen           | září            | říjen           | listopad        | prosinec        | rok             |
| --------------------------- | --------------- | --------------- | --------------- | --------------- | --------------- | --------------- | --------------- | --------------- | --------------- | --------------- | --------------- | --------------- | --------------- |
| Nejvyšší teplota [°C]       | 10              | 13              | 19              | 23              | 27              | 30              | 31              | 31              | 26              | 21              | 13              | 9               | 31              |
| Průměrné denní maximum [°C] | 3               | 5               | 10              | 16              | 21              | 23              | 25              | 26              | 20              | 13              | 7               | 3               | 14,3            |
| Průměrná teplota [°C]       | 0               | 1,5             | 3               | 6               | 11              | 18,5            | 20,5            | 20,5            | 15,5            | 10              | 3,5             | 0,5             | 9,2             |
| Průměrné denní minimum [°C] | −3              | −2              | 2               | 6               | 11              | 14              | 16              | 15              | 11              | 7               | 0               | −2              | 6,25            |
| Nejnižší teplota [°C]       | −9              | −10             | −4              | 1               | 5               | 9               | 12              | 10              | 6               | 0               | −5              | −8              | −10             |
| Průměrné srážky [mm]        | 36              | 39              | 36              | 46              | 57              | 82              | 72              | 61              | 58              | 40              | 48              | 44              | 619             |
| Zdroj:                      |                 |                 |                 |                 |                 |                 |                 |                 |                 |                 |                 |                 |                 |

## Sport
Ve městě hraje velké množství fotbalových klubů. Mezi ty nejznámější patří:
- SK Rapid Vídeň
- FK Austria Vídeň

Ve městě hraje velké množství hokejových klubů. Nejznámějším je Vienna Capitals.
Ve městě se konalo mnoho sportovních akcí. Mezi nejvýznamnější akce, které se zde konaly patří:
- Mistrovství Evropy ve fotbale 2008
- Mistrovství Evropy v atletice 1938
- Mistrovství světa v ledním hokeji 1930
- Mistrovství světa v ledním hokeji 1967
- Mistrovství světa v ledním hokeji 1977
- Mistrovství světa v ledním hokeji 1987
- Mistrovství světa v ledním hokeji 1996
- Mistrovství světa v ledním hokeji 2005

## Doprava

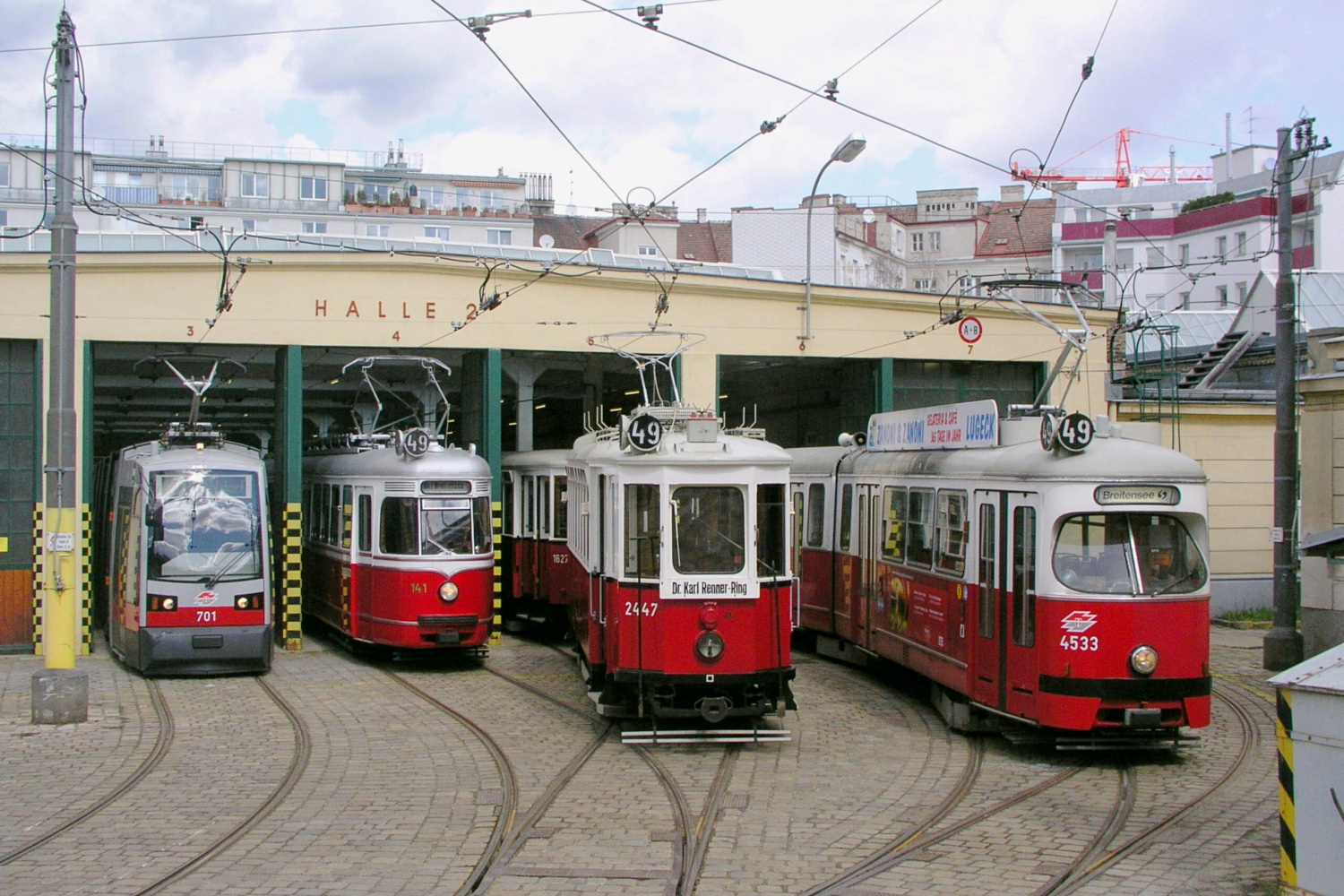
Čtyři typy vídeňských tramvají

Podle statistiky z roku 2007 se 35 % přepravy ve Vídni odehrálo prostřednictvím veřejné dopravy, 32 % automobilem, 28 % pěšky a 5 % na kole.

Páteří vídeňské městské hromadné dopravy je metro (U-Bahn) a městská železnice (S-Bahn), jejíž počátky spadají na začátek 20. století. Tato základní síť je doplněna tramvajemi (od roku 1865) a autobusy (od 1907). V rakouském hlavním městě existovalo v průběhu 20. století také několik samostatných trolejbusových tratí. Všechny prostředky hromadné dopravy používají jednotný tarif a jsou provozovány převážně firmami Wiener Linien, ÖBB, Badner Bahn a také řadou soukromých autobusových dopravců.

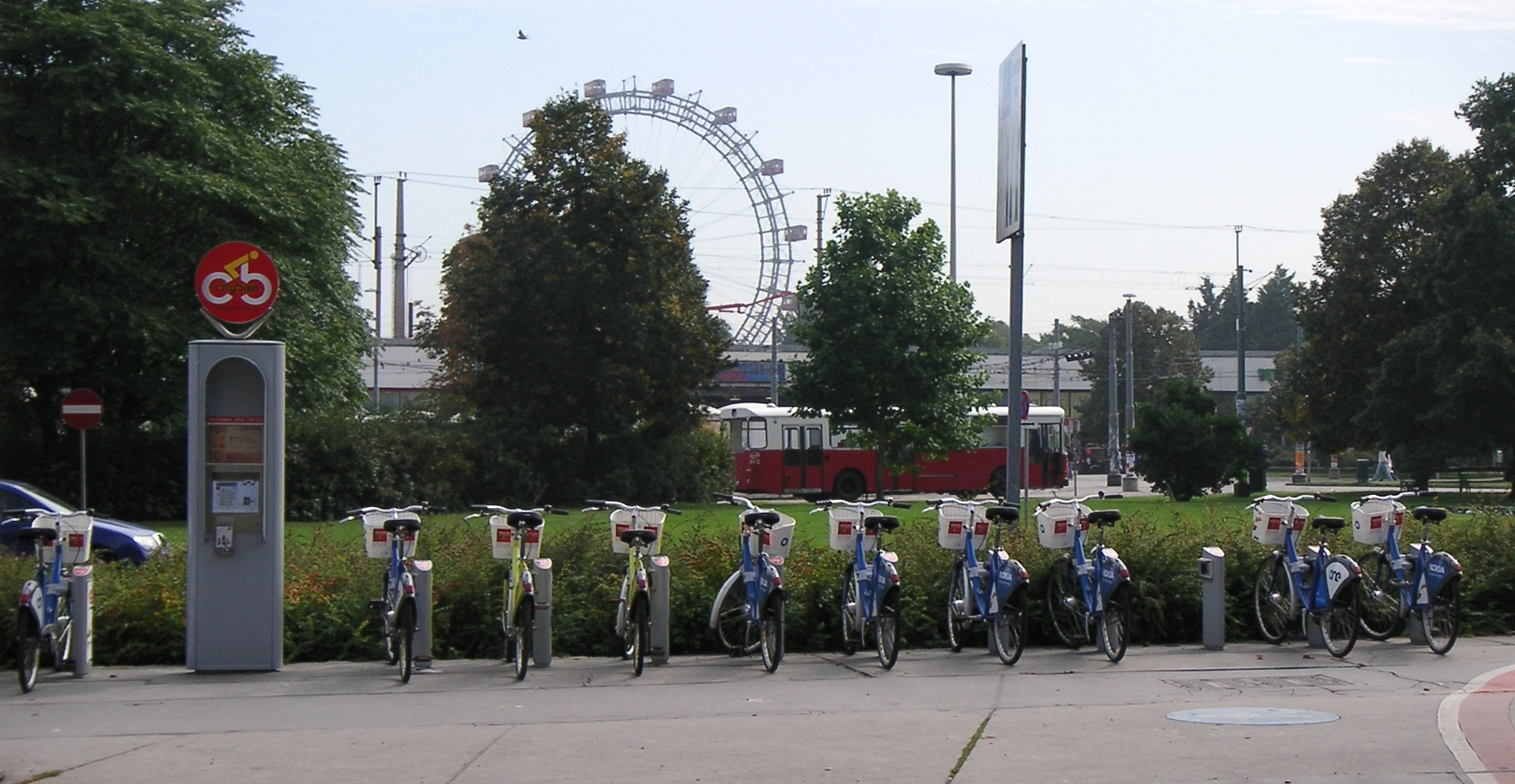
Stanoviště Citybike, veřejná půjčovna jízdních kol

Dálkovou veřejnou dopravu zajišťuje železniční síť, která vznikla převážně ještě v době rakousko-uherské monarchie. Do Vídně se paprskovitě sbíhaly tratě z celého území tehdejší říše, což bylo důvodem existence několika hlavových nádraží. Situace se změnila mezi roky 2009 a 2015, kdy bylo zbořeno největší hlavové nádraží Südbahnhof a přibližně v jeho místech vyrostlo nové nádraží Wien Hauptbahnhof (Vídeň hlavní nádraží). Od prosince 2015 sem zajíždějí veškeré dálkové vlaky státních drah ÖBB. Do té doby významné nádraží Westbahnhof slouží jen pro regionální dopravu ÖBB a pro jednoho soukromého dopravce (WestBahn).
Automobilová doprava využívá jako vnitřní okruhy Ringstraße a Gürtel, pro dálkovou dopravu slouží dálniční síť a budovaný obchvat města. Tok Dunaje překonává celkem 35 mostů. Podíl individuální automobilové dopravy je městskou správou cíleně omezován ve prospěch hromadných dopravních prostředků.
Ve městě je budována síť půjčoven jízdních kol Citybike. Spolu s výstavbou husté sítě vyhrazených cyklistických tras a zklidňováním dopravy díky zavádění jednosměrného provozu postupně zvyšuje podíl cyklistiky na celkové dopravě v rámci města.
Jihovýchodně od Vídně se nachází mezinárodní letiště Wien-Schwechat, domovská stanice Rakouských aerolinií. V roce 1918 odbavilo 27 milionů cestujících. Nízkorozpočtové linky odlétají z nedalekého letiště v Bratislavě. S Bratislavou a Budapeští je Vídeň propojena také lodní dopravou.

## Sídla organizací

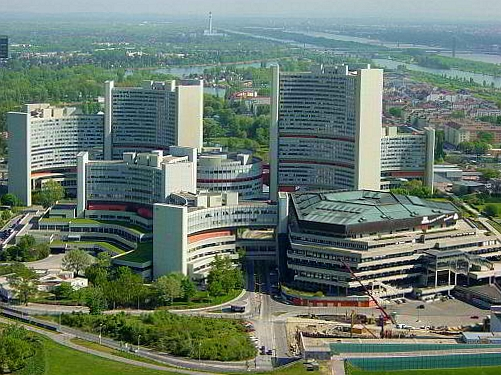
Pohled na Vienna International Center, kterému dominují budovy Úřadovny OSN

Díky tomu, že bylo Rakousko po druhé světové válce učiněno neutrálním státem, stala se Vídeň sídlem mnoha mezinárodních organizací. Nejvýznamnější je úřadovna OSN, ve které sídlí následující organizace:
- IAEO - Mezinárodní agentura pro atomovou energii
- UNHCR – Úřad Vysokého komisaře OSN pro uprchlíky
- UNOOSA – Úřad OSN pro vesmírné záležitosti
- UNODC – Úřad OSN pro drogy a kriminalitu
- UNIDO – Organizace OSN pro průmyslový rozvoj

Dále zde sídlí:
- OPEC – Organizace zemí vyvážejících ropu
- OBSE – Organizace pro bezpečnost a spolupráci v Evropě
- FRA - Agentura Evropské unie pro základní práva

## Partnerská města
Vídeň jako jedna z mála evropských metropolí nepraktikuje družbu měst. Místo toho uzavírá smlouvy o spolupráci v konkrétních oblastech zájmů.
Vídeň spolupracuje s městy:
- Ankara, Turecko
- Bělehrad, Srbsko
- Bratislava, Slovensko
- Brno, Česko
- Budapešť, Maďarsko
- Curych, Švýcarsko
- Lublaň, Slovinsko
- Hamburk, Německo
- Krakov, Polsko
- Paříž, Francie
- Praha, Česko
- Záhřeb, Chorvatsko
- Vancouver, Kanada

## Galerie

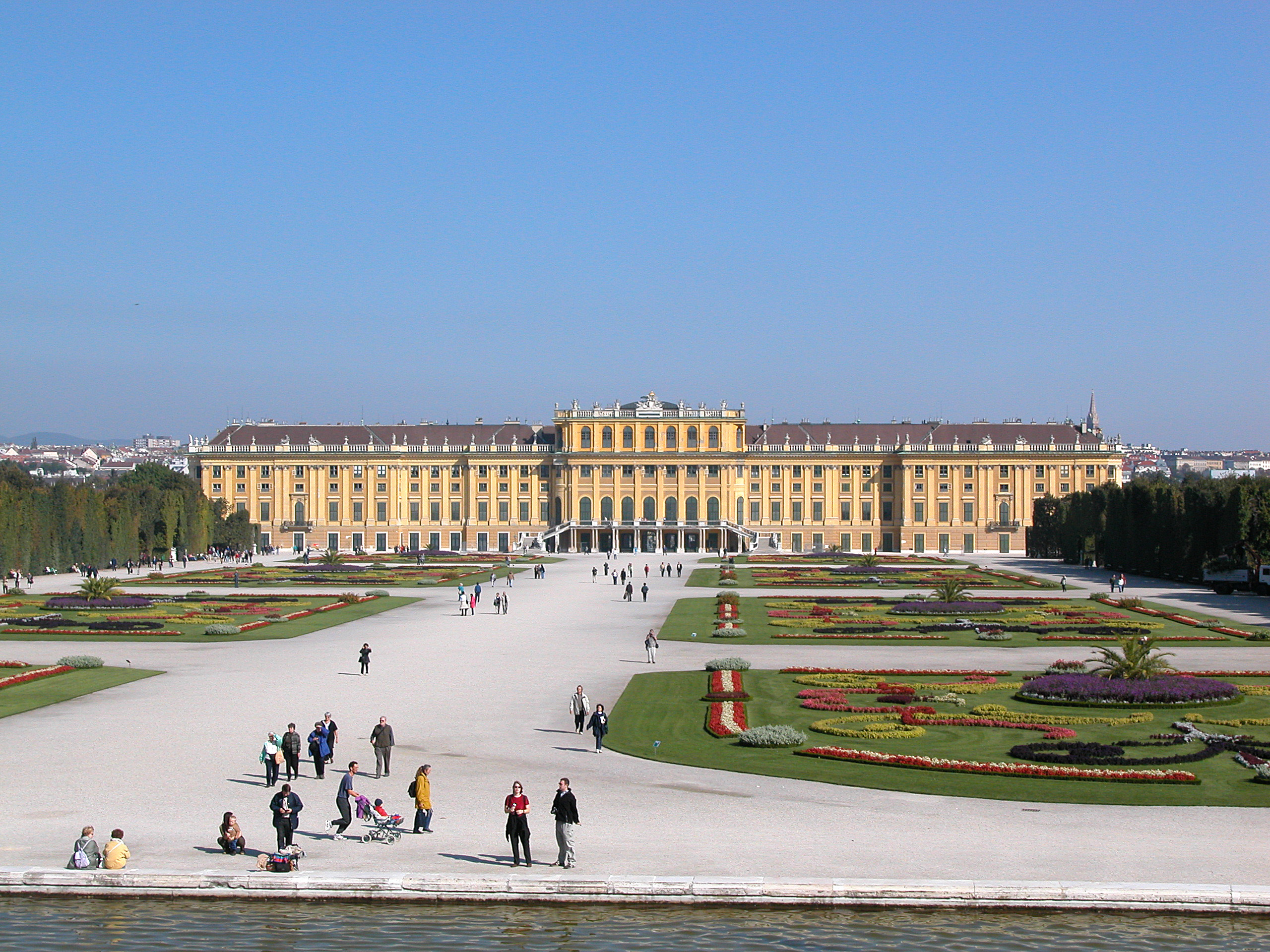
Palác Schönbrunn
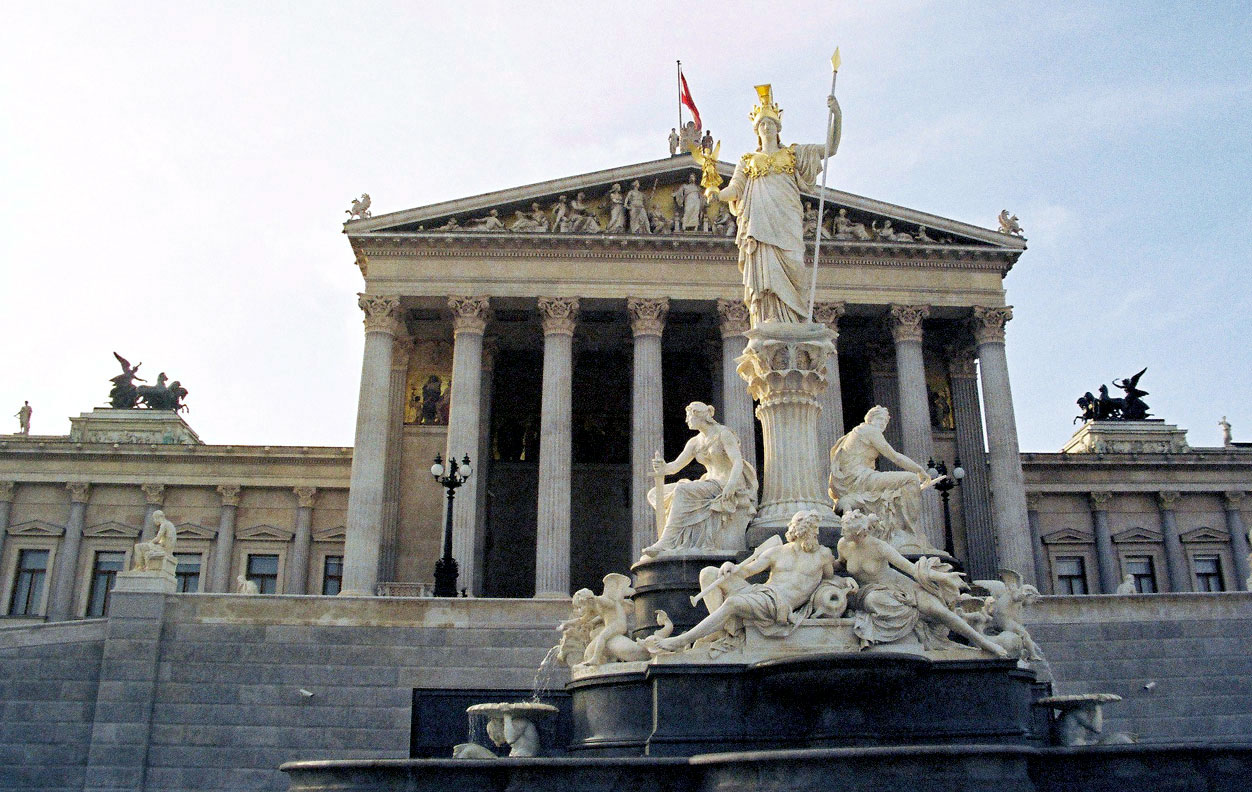
Parlament
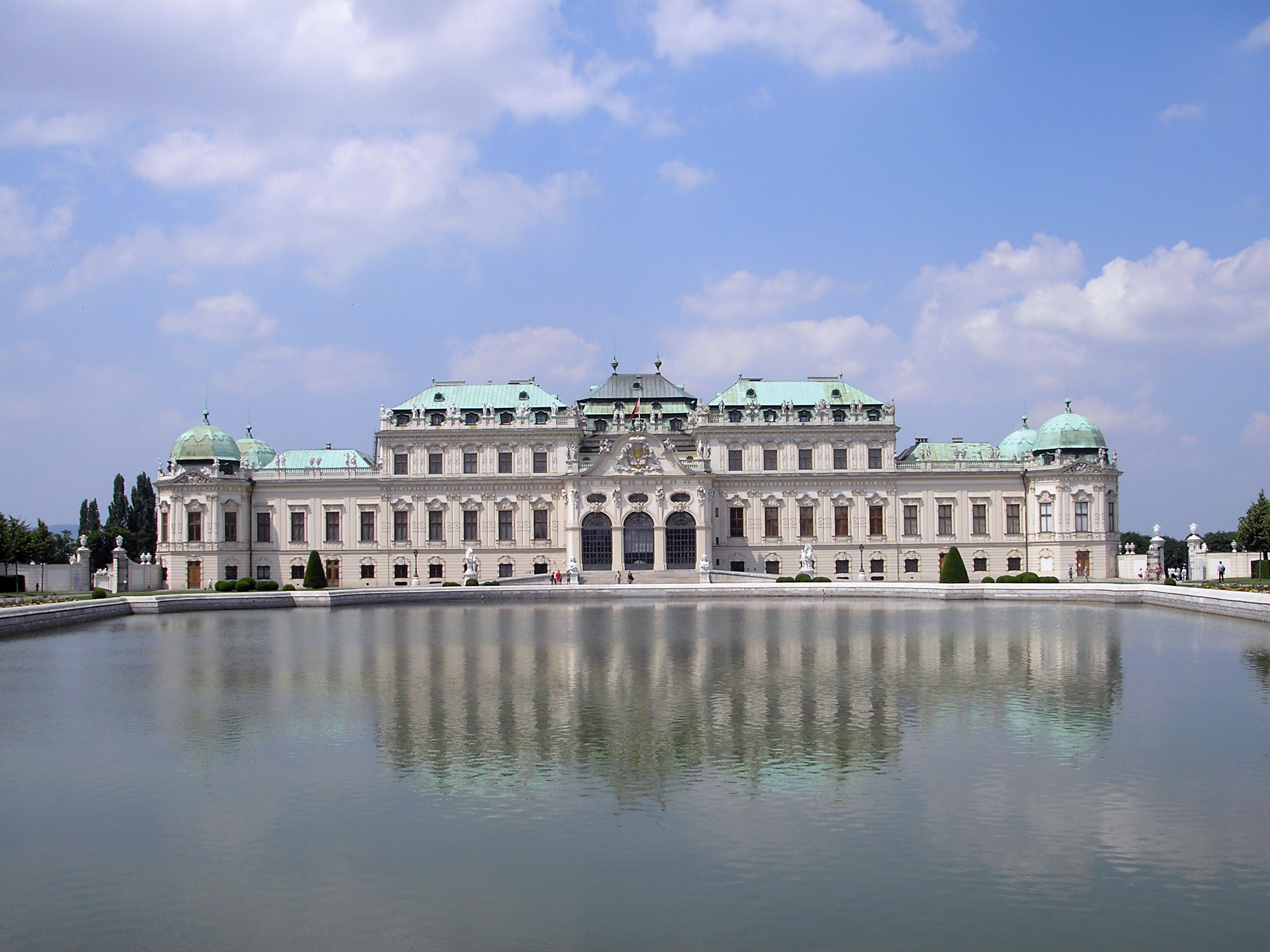
Belveder
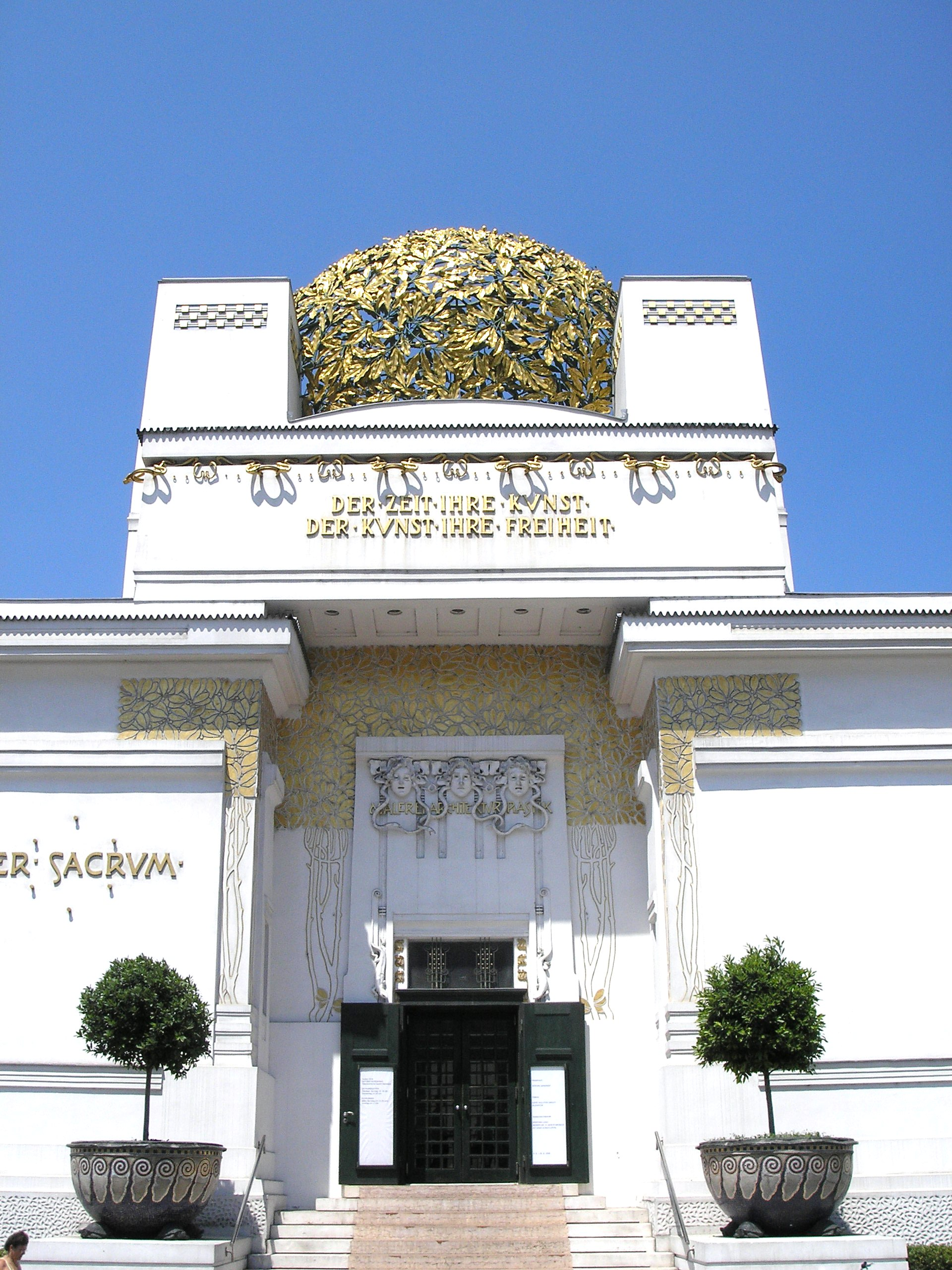
Průčelí výstavního pavilonu secese (1898)
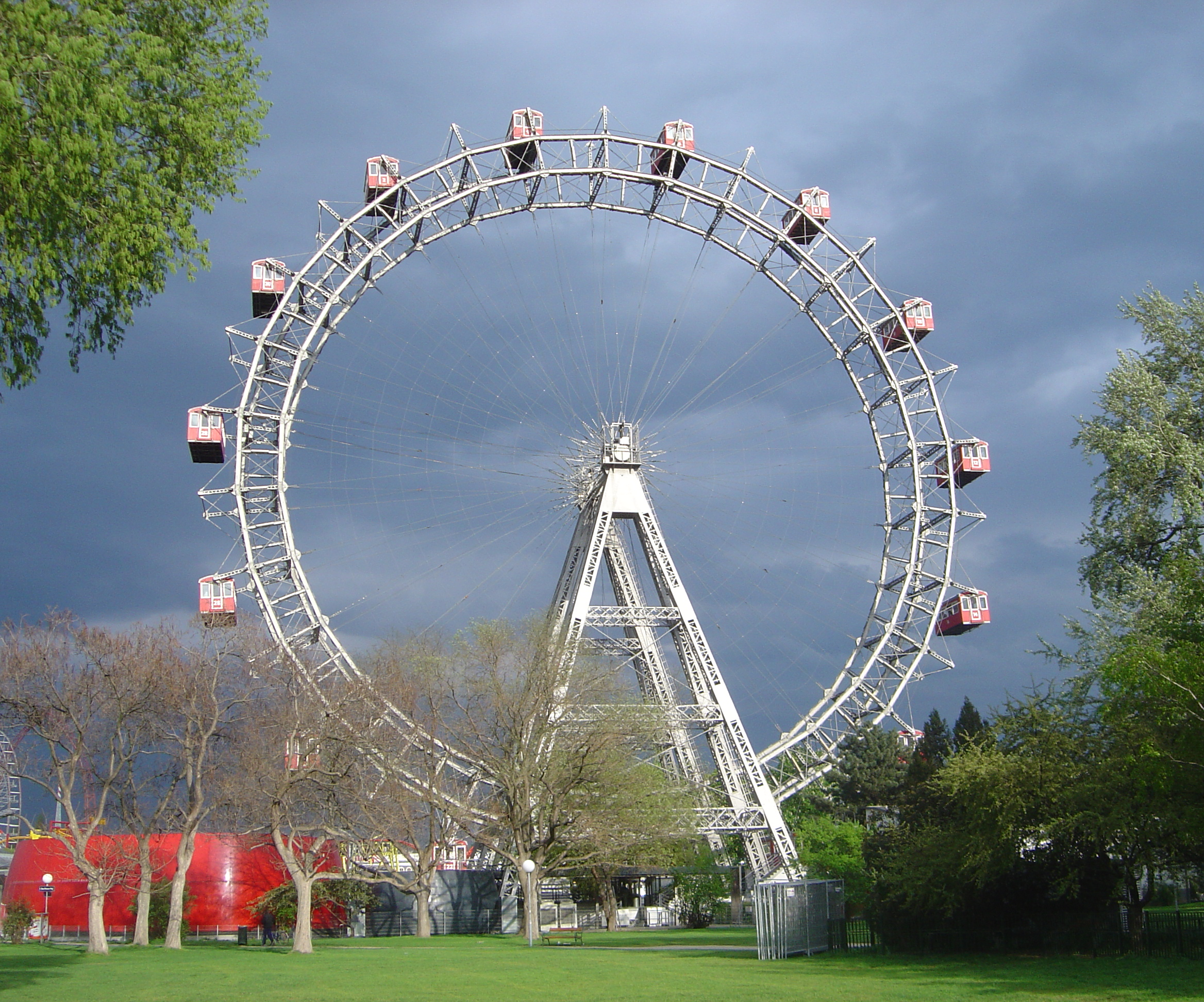
Obří kolo ve Vídni
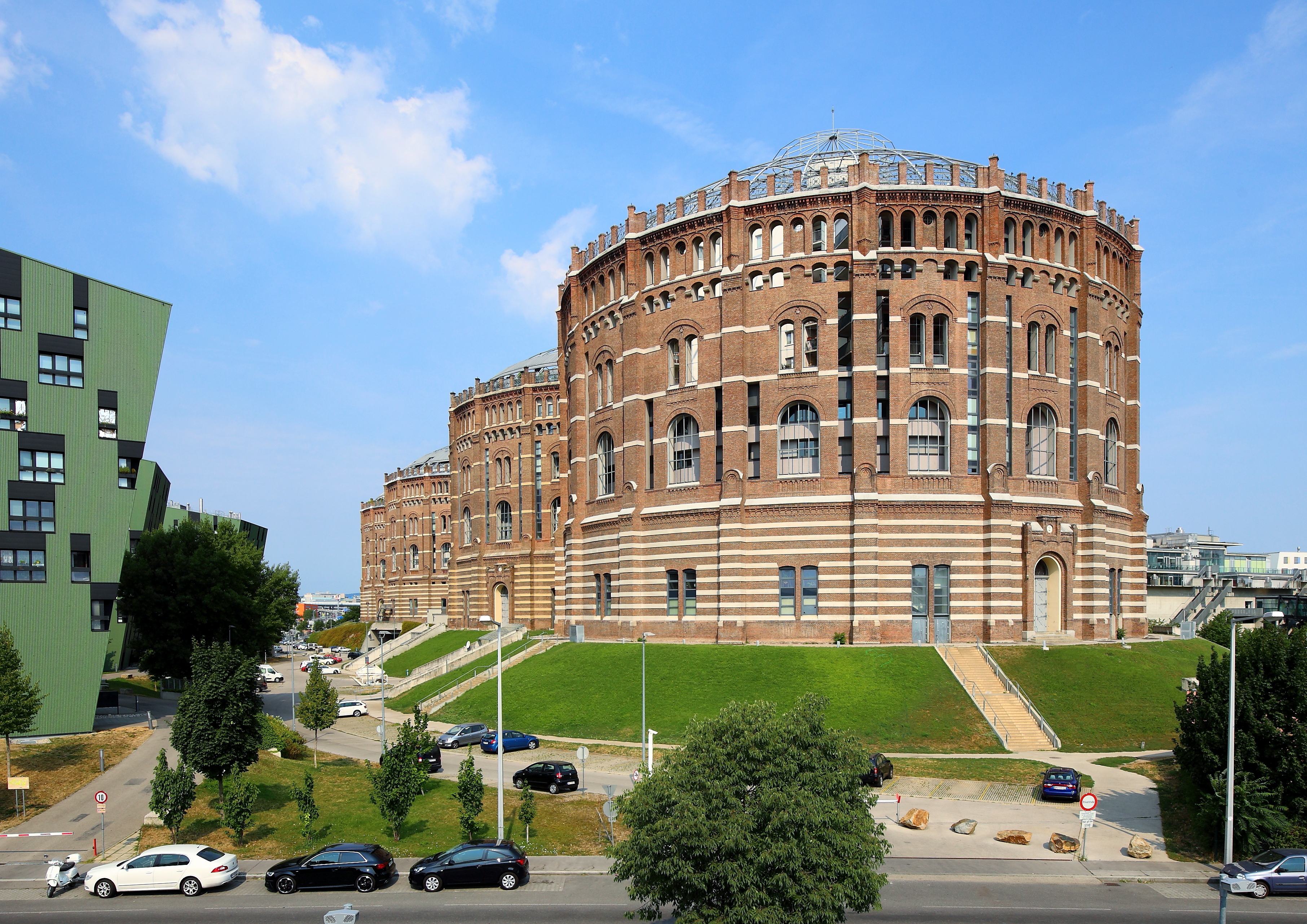
Gasometer Vídeň
Donau City